# 太子信仰

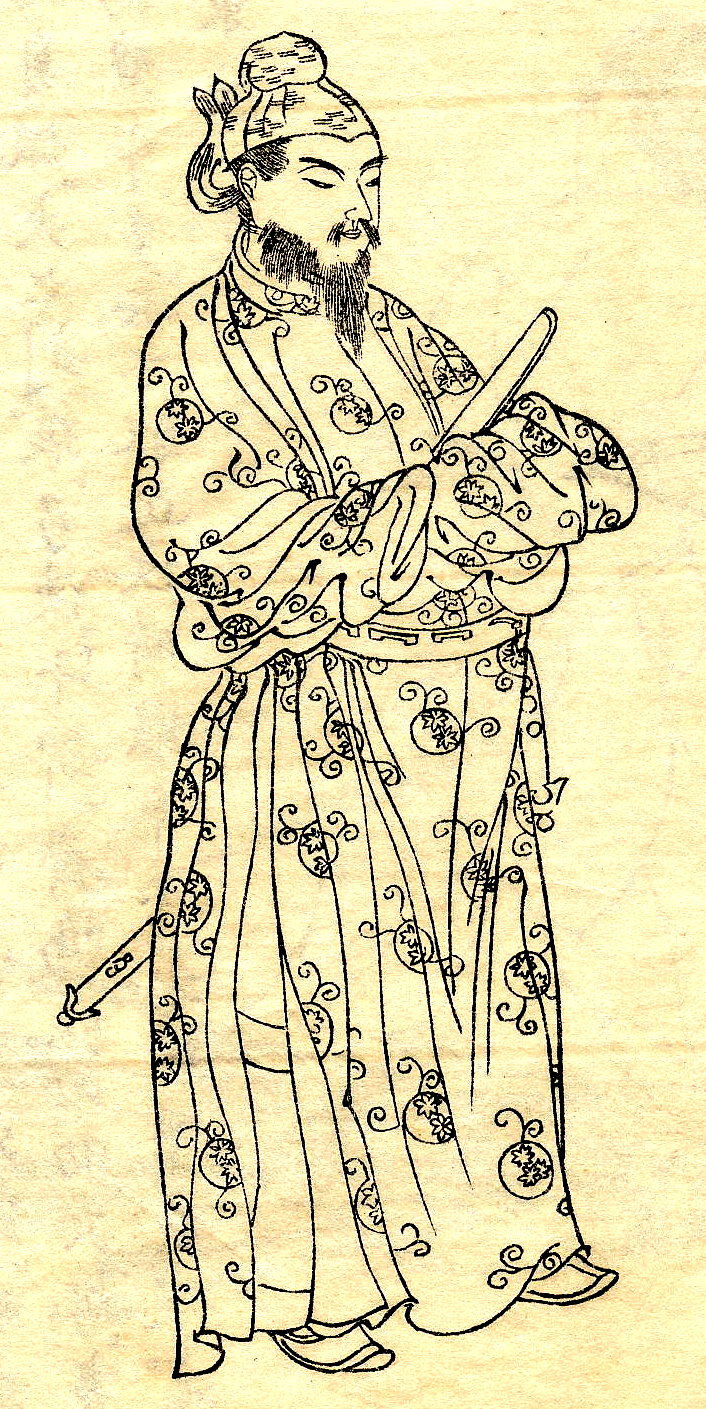
菊池容斎筆『前賢故実 巻第一』「厩戸皇子」（聖徳太子）

太子信仰（たいししんこう）とは、聖徳太子を崇拝する様々な信仰のこと。聖徳太子（以下、太子）は日本に仏教を広めた聖人とされ、その信仰は法隆寺と四天王寺を中心に日本仏教と共に発展してきたが特定の宗派を形成することなく、また地方の風習と融合した土着化や神社での祭祀、太子講など多様な信仰が生まれて現在まで受け継がれてきた。太子信仰とは、こうした信仰を総括して研究するための概念であり、聖徳太子信仰とも呼ばれる。
太子について記された伝記(以下、太子伝)は膨大な数がありながら、その中でも太子の事績と認定できる確実な史料は極めて少ない。そうした太子伝では、その時々の要求に答えるように姿を変えて描かれてきたからである。
仏教界からは日本仏教の開祖とされ、近代には日本文化の基礎を作った偉人とされ、太平洋戦争後には民主主義の精神性の象徴とされ、現在では懐疑派の研究者から虚構説が出されるまでに至っている。こうした背景から太子研究は極めて困難であり、その研究史においても太子の実像は揺れ動いてきた。そうした中で小倉豊文は、実像としての人間聖徳太子と、虚構としての太子信仰を分けて研究する必要性を説いた。言い換えれば太子伝承の記憶と創造の仕組みを解明することが、太子の実像に迫る有力な手段と捉えられるようになっている。
そうした研究のなかにあって、後世に創作された太子の姿は単なる虚構と切り捨てられるのではなく、太子信仰として日本の社会や思想の移り変わりを反映する時代の鏡と評価されるようになった。日本の古代から現代に至るまで、1400年に渡って太子は人々に受け入れられ時に批判をされてきたが、そうした人物は他に居ないと言ってよい。また、太子信仰は皇族から被差別階層に至るまで広まったことも特徴の一つであり、各時代で様々な人々が太子をどのように捉え、何を投影し、何を信仰し、どう批判されたのかを解明することで、日本の宗教・精神・思想・美術・文化の変遷を明らかにする事が太子信仰の研究目的でもある。

## 太子信仰の変遷
太子は、『日本書紀』(以下、書紀)が編まれた時から超人的能力をもつ存在として描かれて崇敬の対象となり、時代が降ると信仰へと発展していくが、こうした変遷は各時代に著された太子伝でたどることができる。
吉田一彦は、様々な太子伝を比較すると伝承の対立が見られ、それらを詳細に分析すると『聖徳太子伝暦』(以下、伝暦)は四天王寺、『上宮聖徳法王帝説』(以下、法王帝説)は法隆寺、『上宮聖徳太子伝補闕記』(じょうぐうしょうとくたいしでんほけつき。以下、補闕記)は広隆寺、『上宮厩戸豊聡耳皇太子伝』(かみつみやのうまやとのとよとみみこうたいしでん。以下、皇太子伝)は橘寺で製作された太子伝で、各寺院とりわけ四天王寺と法隆寺が信仰の中心地を競い合うなかで太子信仰が発展していったことが分かるとしている。

### 太子没後からの聖人化

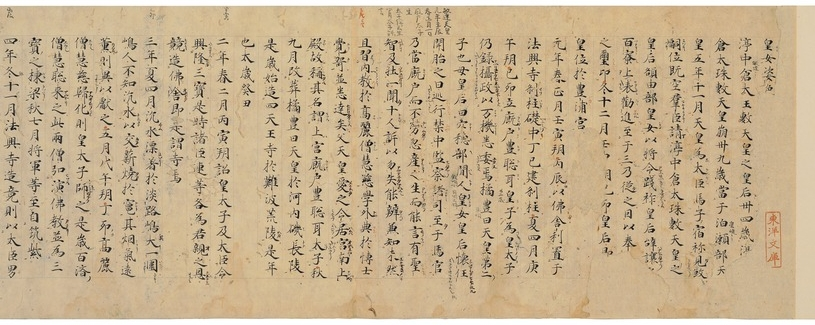
『日本書紀』巻第二十二(岩崎本)
聖徳太子の立太子の記述がみえる

太子の伝説化は早く、死後すぐに始まったとされる。法隆寺釈迦三尊像銘文によれば、この中尊の釈迦像は太子が没した翌年(623年)に完成したもので、太子と等身に作成されたとされており、聖人化の最も早い事例とする説がある。
文献資料で確認できる聖人化は、720年に完成した『書紀』の記述が最も早いとされる。『書紀』によれば、推古天皇が即位すると、太子は皇太子・摂政に付き、「万機を委ねられ天皇の事を行った」とされる。しかし、皇太子の地位が確立されたのは後の持統天皇の時代であり、こうした伝説が記された事には編纂者の何らかの意図があったと考えられている。
田中嗣人は、天武天皇によって法隆寺西院伽藍が再建された事から太子信仰の源を天武天皇に求め、『書紀』の記述もこれを反映したものとしている。大山誠一は、編纂最終段階は皇位継承が不安定な時期であり、皇太子の地位の確立と理想的な天皇像を示すために中国の聖天子像が組み込まれたもので、藤原不比等・長屋王・道慈によって創作されたとした。また、吉田や石井公成は『書紀』の太子の伝承は四天王寺を中心とした記述となっていると指摘し、四天王寺に関係の深い人物が『書紀』の編纂に影響を及ぼしたと推測している。
こうした太子の立太子の正当性を強調するために『書紀』では様々な伝承によって太子を聖人として描いた。特に、片岡飢人伝説は中国の尸解仙伝承を取り込んだものと考えられ、「飢人を仙人と見抜いた太子もまた「聖人」として相応しい」と結んでいる。また、太子の師であった慧慈は、太子が聖人であることを知る人物として描かれている。
なお、『書紀』より古い伝承が含まれる史料としては、『法王帝説』があり、このほかにも散逸して一部しか伝わらない奈良時代の太子伝として『上宮記』『明一伝』『七代記』が知られている。

### 慧思後身説

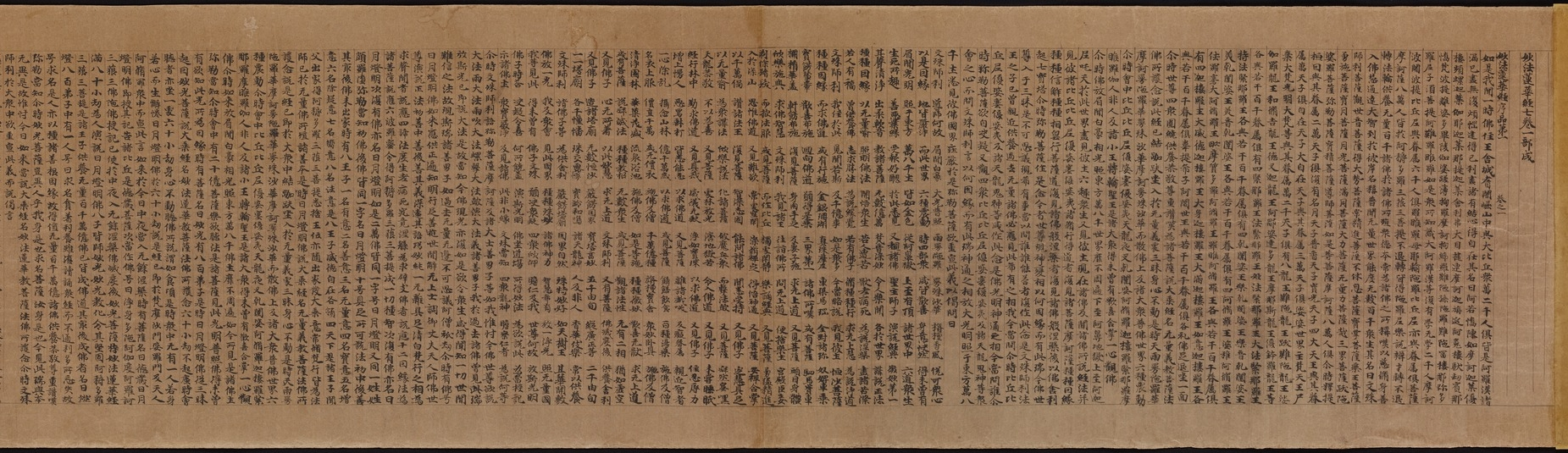
『細字法華経』
慧思が使用し太子が将来したと法隆寺が主張した経典。末尾に694年に唐で書写されたと記されており、こうした伝承は事実ではない。

天平19年(747年)に主だった寺院で作成された資財帳のうち、『法隆寺伽藍縁起幷流記資財帳』(ほうりゅうじがらんえんぎならびにるきしざいちょう)の太子による『三経義疏』の作成や、『大安寺伽藍縁起幷流記資財帳』の創建伝承に、日本仏教創始者としての太子信仰の芽生えが見られる。奈良時代中期には鑑真の来朝をきっかけに唐仏教の影響を受け、太子は中国天台宗の慧思の生まれ変わりとされるようになる。それによれば、前世の慧思は『法華経』を日本にもたらし、僧寺と尼寺を創建して日本の仏教を盛んにすることを予言し、転生した太子が菩薩の方便をもって出家を勧めて『三経義疏』を著したと記している。こうした伝承により太子の聖人化がさらに進んだ。なお、慧思後身説は入唐した日本の僧によって唐にも伝えられている。
慧思後身説に立脚して新たに創作された伝承が法華経将来説話である。延暦7年(788年)に思託によって著された『上宮皇太子菩薩伝』では「太子が前世で使用した『法華経』を取りに隋に使いを発した」と記されるが、のちに著された『皇太子伝』では使いは小野妹子と記される。
この小野妹子将来の『法華経』が実在するとしたのが法隆寺であったが、この伝承を偽りとした『補闕記』では「『法華経』を将来したのは小野妹子ではなく、太子が超能力で取り寄せた」としている。
このような奈良平安時代に発展した太子信仰について、吉田は中国や朝鮮半島に対する日本優越主義の現れだとしている。

### 救世観音と『伝暦』の影響
| 左：観音菩薩立像(救世観音)法隆寺夢殿本尊。飛鳥時代の菩薩立像だが、平安時代に太子の等身とされるようになった。右：菩薩半跏像(伝如意輪観音)中宮寺本尊。飛鳥時代の弥勒菩薩半跏像だが、平安時代から太子信仰の影響で如意輪観音と見なされるようになった。    |  | 左：観音菩薩立像(救世観音)法隆寺夢殿本尊。飛鳥時代の菩薩立像だが、平安時代に太子の等身とされるようになった。右：菩薩半跏像(伝如意輪観音)中宮寺本尊。飛鳥時代の弥勒菩薩半跏像だが、平安時代から太子信仰の影響で如意輪観音と見なされるようになった。 |
| 左：観音菩薩立像(救世観音) 法隆寺夢殿本尊。飛鳥時代の菩薩立像だが、平安時代に太子の等身とされるようになった。 右：菩薩半跏像(伝如意輪観音) 中宮寺本尊。飛鳥時代の弥勒菩薩半跏像だが、平安時代から太子信仰の影響で如意輪観音と見なされるようになった。 |  | |

太子と救世観音の同一視は、太子信仰の根幹となった思想である。観音となった太子は阿弥陀如来の元に衆生を引摂する存在として信じられ、末法思想・浄土信仰と共に観音との結縁を望む人々に太子信仰が広まった。
平安時代初期に成立したとされる『補闕記』では、「太子の母穴穂部間人皇女の夢に金色の僧が現れ、救世の願いとして腹に宿りたいと言い、皇女がこれを承諾して太子を懐妊した」とする「救世願」が記されるが、この時点で太子は観音菩薩の化身とはされていない。
同じころ最澄は、慧思後身説と法華経将来説話を受けて太子を崇敬し、太子は天台宗の聖人に数えられるようになった。9世紀頃になり天台宗が勢いを増すと、天台僧が四天王寺の別当に就くようになった。そうした中で、天台宗の末法思想と四天王寺の太子信仰が融合し、『法華経』にある「救世」を冠した救世観音が創作され、太子と同一視されるようになったと考えられる。
太子を救世観音の化身とする伝説が最初に確認できる史料は『伝暦』である。『伝暦』の成立経緯は明らかではないが、10世紀前半に『伝暦』の原撰本が成立し、当初は1巻本であったものが徐々に増補されてゆき、現存最古の現行本(寛弘4年(1007年)から5年の間に編纂されたとされる)では2巻本になったとされる。『伝暦』は太子信仰を規定する書物となり、これにより太子と救世観音を同一視するイメージが定着していった平安時代中期以降には、太子信仰が身分や性別を問わず極楽往生を望む者に広まっていく。
『伝暦』は『書紀』を基本として先行する太子伝を幅広く網羅したもので、古代における太子伝の集大成となり以降の太子信仰に大きな影響を与えた。例えば『三宝絵』『日本往生極楽記』『今昔物語集』など、後世の仏教書の多くは『伝暦』の影響を受けて太子以前の日本への仏教伝来について記しておらず、結果として太子が日本仏教の開祖であるという歴史認識が定着する事となった。
吉田は『伝暦』が広まった理由について、四天王寺による権力者に対する働きかけが成功して貴族などの知識階層に定着し、鎌倉時代までに地域社会や民衆社会に波及していった為としている。また、田中は『伝暦』の広まりにより太子の伝承が事実のように受け取られるようになったとしている。
なお、太子の本地とされた仏には、救世観音とは別に二臂如意輪観音半跏像の一群がある。これらは平安時代後期の『別尊雑記』には「四天王寺救世観音像」と記されており、大元は四天王寺の本尊弥勒菩薩半跏像であったと考えられる。この四天王寺像が太子信仰の高まりと共に「太子本地の観音=救世観音」へと認識が変わり、真言僧の働きにより救世観音が如意輪観音と称されるようになったと考えられる。

### 法隆寺と四天王寺の対抗意識

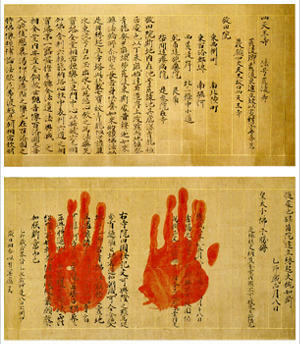
『四天王寺縁起』(後醍醐天皇宸翰本)
太子に帰依した後醍醐天皇の写本

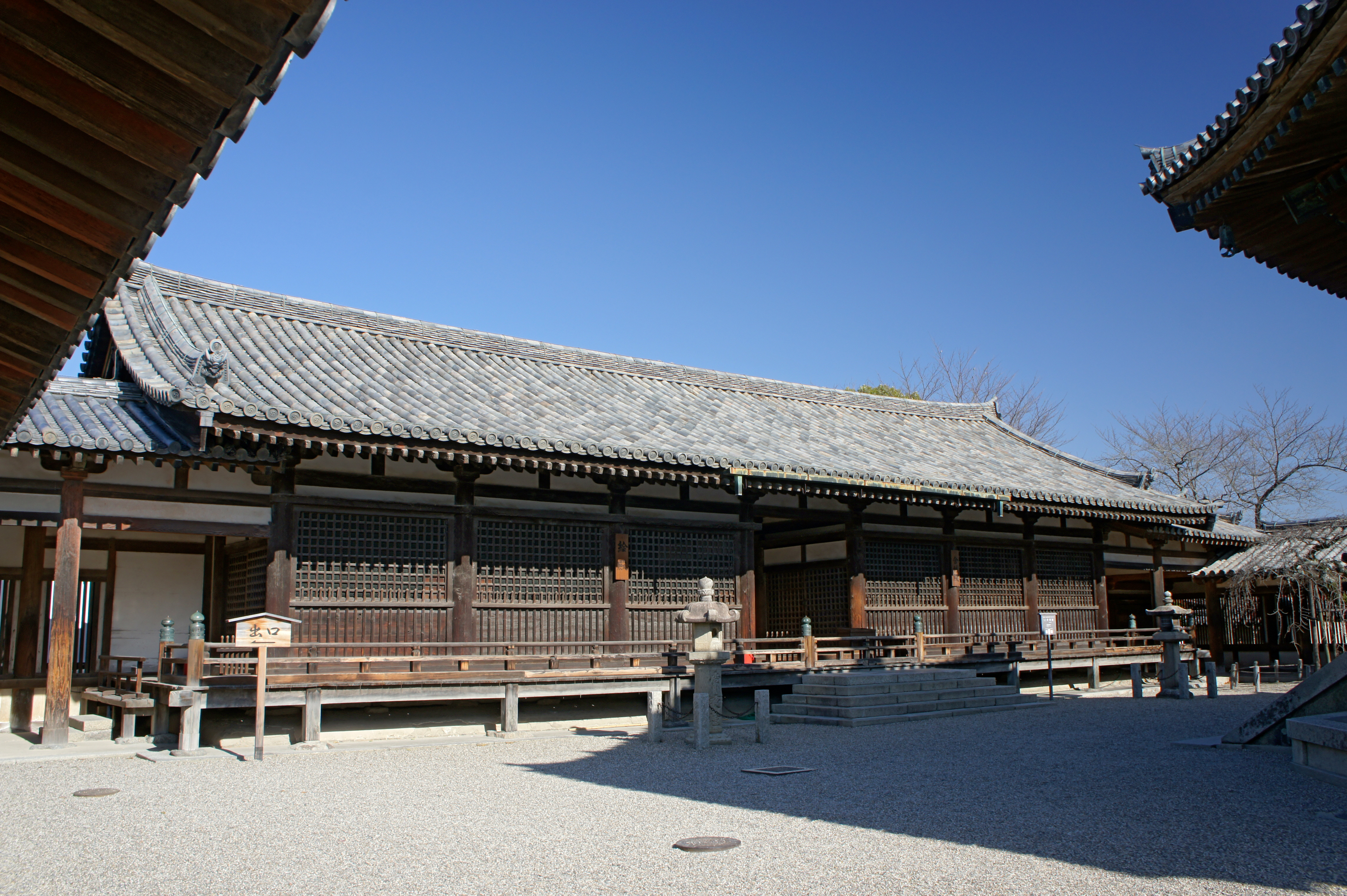
鎌倉時代に整備された法隆寺東院伽藍の絵殿(左)と舎利殿(右)

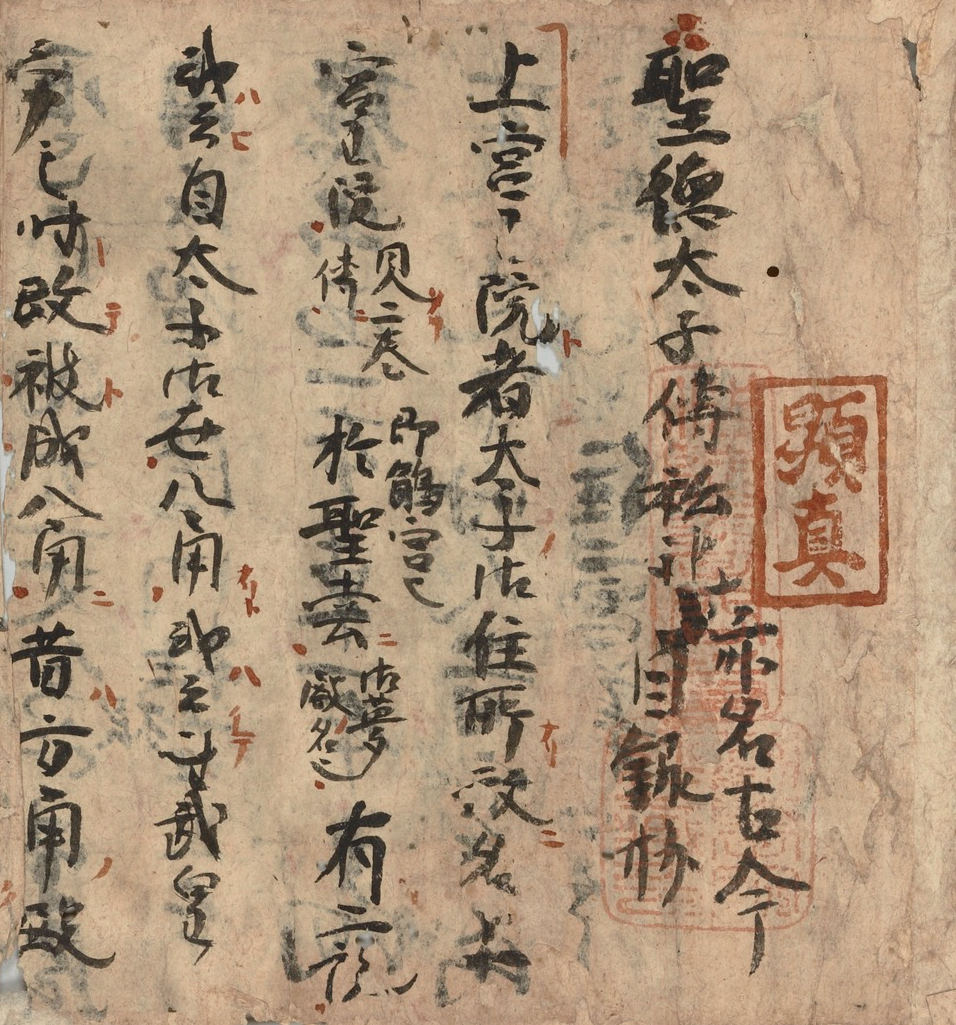
『古今目録抄』

法隆寺と四天王寺は古い史料から一貫して太子の建立と認識され、現在まで至っている。平安時代に太子信仰が盛り上がりを見せると、法隆寺と四天王寺は互いを意識して影響を与えながら信仰の中心地を競い、伝承を増幅させてゆく。
まず、寛弘4年(1007年)に四天王寺で『四天王寺縁起』(根本本)が「発見」される。その巻末には「乙卯歳(595年)に太子が著した」と記載されるが、実際は発見されたとされる頃に四天王寺僧の慈運によって製作されたと考えられている。『四天王寺縁起』は、すでに世に知られていた『伝暦』(原撰本)を中心に様々な太子伝を取りこんで作成されたと考えられ、「四天王寺の敬田院が太子にまつわる聖地であり、その西門の先に広がる海の彼方に極楽浄土が在る」という内容が記されていた。
これに対抗して法隆寺で製作されたと考えられるのが『四節文』である。『四節文』は「太子が没する直前の推古天皇27年(619年)に残された遺願で、法隆寺の綱封蔵に秘蔵される」とされるが、人に見せる事を前提とした原本は作成されなかったようで、法隆寺は写本や読み聞かせにより広めていったとされる。その内容は、法隆寺僧にのみ『三部経』の講説を許すなど、法隆寺を特別な寺院であることを強調するものであった。
『四節文』の流布の直後に、10世紀成立の『伝暦』(原撰本)を増補して作成されたと考えられるのが『伝暦』(現行本)である。『伝暦』(現行本）は『四天王寺縁起』(根本本)と『四節文』の両方を引用しながら、前者を「本願縁起」と記述して高く評価しており、四天王寺僧が作成したと推測されている。なお、『伝暦』(現行本)は、寛弘5年(1008年)に写本が作成されており、前年の『四天王寺縁起』(根本本)の作成からのごく短期間で上記のやり取りがなされたと考えられ、両寺が信仰の中心地を激しく競い合った事を示していると考えられる。
11世紀半ばから15世紀に至るまで、数多くの『聖徳太子未来記』(以下、未来記)が「出現」し続けた。『未来記』とは太子の予言を記したとされる記文で、最も古いものは天喜2年(1054年)に太子廟(叡福寺)で出現した『太子御記文』である。内容は「太子没後430年を経てこの記文が出現し、国王や大臣が寺や塔を造り仏法を広める」ことを太子が予言したとする趣旨だが、発見された当時に太子に仮託して作成したものである。この記文の発見は『古事談』などの史料にも記されており、四天王寺を通じて朝廷に報告され、四天王寺別当が検証したと記録されている。この後も多くの『未来記』が太子廟の近辺で繰り返し出現する。喜録3年(1228年)に出現した『太子石御文』を実見した藤原定家は『明月記』に、「身分の低い者によって記されたもので本物であるか疑わしい」とし「新しい記文が毎年のように出現しているようだ」と記している。こうした『未来記』の根源は『書紀』推古天皇即位前記条に記される「太子は前もって未来を知ることができた(兼知未然)」という記述に求められる。『未来記』の製作者はいずれも四天王寺の関係者であったと考えられ、太子信仰を高めて経済的な援助を得るために慣例的に作成されたと考えられる。
12世紀頃には、それぞれ四天王寺は園城寺、法隆寺は興福寺の影響下に置かれ、権力者と強く結びついた権門寺院により霊場化が進められていく。13世紀前半には、法隆寺の東院伽藍が整備され、承久元年(1219年)に絵殿と舎利殿の建て替え工事が完了した。法隆寺は、高まりをみせていた太子信仰に目を付け、すでに信仰の中心地となっていた四天王寺に対抗すべく、伽藍整備を行ったと考えられる。
これに対抗すべく、嘉禄3年(1227年)に四天王寺で著されたのが『四天王寺秘決』である。『四天王寺秘決』は太子と四天王寺の関係を纏めたもので、四天王寺を権威付けることが目的とされる。なかでも、四天王寺の別院が天武天皇・冷泉院・朱雀院・鳥羽院の勅願であることを強調しつつ、完成したばかりの法隆寺絵殿の絵と四天王寺の絵を対比するように記述しており、その対抗意識がうかがえる。
『四天王寺秘決』の少し後に、法隆寺の顕真が著したのが『古今目録抄』(以下、目録抄)である。『目録抄』は、四天王寺で作成された『四天王寺縁起』や『未来記』の記述を踏襲しつつ、法隆寺で行われている行事について詳細に説明をしている。また、『四天王寺秘決』は著者名がなかったが、顕真は『目録抄』に名を記したうえで太子の舎人調子丸の子孫を自称し、太子信仰の担い手としての正当性を主張した。
以上のように、両寺は互いに意識して相手側の太子信仰を取り込みつつ、そこに自らの正当性を強化する伝承を付け加えて太子伝を膨らませていくことで、太子信仰を高揚させていったとされる。両寺の働きもあって太子700年忌にあたる元享2年(1322年)に、太子信仰は最盛期を迎えた。

### 各宗派への波及
| 左：釈迦三尊十六羅漢像。東京国立博物館蔵最下部の左に太子の勝鬘経講讃像、右に空海が描かれる。叡尊の流れを汲む作例。右：妙源寺の光明本尊のうち右幅。初期真宗に用いられた三幅一舗の光明本尊の作例。中心に描かれるのは下から太子・源信・法然で日本浄土宗の法統を示す。太子の周囲には四随臣が描かれる。    |  | 左：釈迦三尊十六羅漢像。東京国立博物館蔵最下部の左に太子の勝鬘経講讃像、右に空海が描かれる。叡尊の流れを汲む作例。右：妙源寺の光明本尊のうち右幅。初期真宗に用いられた三幅一舗の光明本尊の作例。中心に描かれるのは下から太子・源信・法然で日本浄土宗の法統を示す。太子の周囲には四随臣が描かれる。 |
| 左：釈迦三尊十六羅漢像。東京国立博物館蔵 最下部の左に太子の勝鬘経講讃像、右に空海が描かれる。叡尊の流れを汲む作例。 右：妙源寺の光明本尊のうち右幅。 初期真宗に用いられた三幅一舗の光明本尊の作例。中心に描かれるのは下から太子・源信・法然で日本浄土宗の法統を示す。太子の周囲には四随臣が描かれる。 |  | |

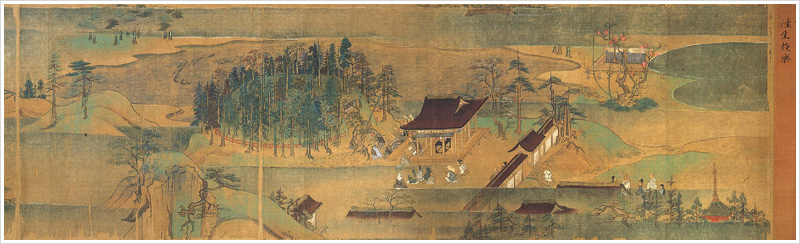
一遍聖絵 太子廟

平安時代前期には、四天王寺五重塔の初層壁面に多くの高僧と共に太子の肖像が三尊形式で描かれていた事が記録に残っており、日本仏教の開祖として位置づけられるようになったと考えられる。また、現存最古(11世紀後半)の孝養像とされる一乗寺の「聖徳太子および天台高僧像」では、太子は袈裟姿で描かれている。中世に至ると太子信仰は宗派を超え、多くの宗派が自らを太子の系譜に位置づけて行くようになる。
『伝述一心戒文』によれば、天台宗の開祖最澄は太子の玄孫を自称していたとされる。延暦寺と四天王寺との関わりを強めると、太子と観音を同一視するようになり太子信仰が盛んになっていく。鎌倉時代初頭の天台座主慈円は、自らの思想原理を太子に求めて「末法の世に仏法により王法を守る」ことが摂関家の出である自らの務めと自認していた。慈円は四天王寺別当も13年務めているが、その間に実家である九条家の繁栄や九条立子の安産を四天王寺聖霊院で祈願している。
日蓮宗の日蓮も、慧思後身説や救世観音に言及するなど、太子を崇敬していた。特に『法華経』を将来し、日本仏教興隆の礎を築いたと高く評価するが、その一方で太子の『法華経義疏』には批判を向けている。
真言宗では平安時代末期から太子信仰の影響が現れる。12世紀末成立の『水鏡』では、空海を聖徳太子の生まれ変わりとする説が記されており、『目録抄』でもこれを紹介している。それによれば「転生はインドの勝鬘夫人を起点とし、慧思、太子、空海へと転生した」とあり、慧思後身説を援用している。また、12世紀初頭成立の『東大寺要録』では、真言宗小野流の祖師である聖宝を太子の後身としている。それによれば「太子が聖武天皇に転生し、聖宝に生まれ変わった」としており、東大寺でも真言宗を通して太子信仰の影響があったと言える。
東大寺との関係では重源も挙げられる。13世紀末成立の『百錬抄』によれば、建仁3年(1203年)に太子廟が荒らされ、太子の歯が盗まれるという事件が起きた。この事件を『目録抄』は「犯人は捕らえられ、盗まれた歯は重源の手に渡って東大寺再建の勧進に用いられた」と、より詳細に記している。『目録抄』の伝承の真偽は定かではないが、重源が太子廟に阿弥陀堂を建立した記録が残っている。
戒律の復興に努めた叡尊は、太子廟や法隆寺東院伽藍で多くの人に菩薩戒を授けた。正嘉2年(1258年)には、法隆寺聖霊院で3日3晩の開眼供養を行い、夢告を得たと記している。弘長2年(1262年)には鎌倉に招かれ、北条時頼に依頼されて聖徳太子像の開眼供養などを行っている。叡尊は西大寺にて、2月・5月・9月の22日を太子講の日と定めて実施したほか、旅先でも太子講を広めたとされている。真言宗僧でもあった叡尊は太子信仰と釈迦(舎利)信仰と大師信仰を融合させて、南無仏太子像や釈迦三尊十六羅漢像、扉の左右に大師・太子を配した舎利厨子などを製作したが、これらの模作が多数流通した。その高弟である忍性も太子信仰に傾倒した。京都東山に太子堂を建立し、四天王寺正門には石鳥居を建立している。また、律宗教団が復興させた寺には聖徳太子の創建伝承をもつ寺が多い。
浄土宗西山派の祖証空は、叡福寺に建暦元年(1211年)に舎利容器を奉納し、その後に四天王寺に参詣して夢中で不断念仏を行うと太子が顕現したという伝承がある。
浄土真宗の親鸞も太子を崇敬したことで知られる。親鸞が詠んだ和讃は540首あまりだが、そのうち4割近い191首が太子和讃であり、太子を「和国の教主」と讃えている。親鸞が師事した法然には太子信仰は見られず、親鸞が詠んだ和讃から四天王寺系の影響がみられる。また、親鸞は建仁元年(1201年)に六角堂で百日間参篭を行い、いわゆる「太子の夢告」を得て法然の元に参じた事も知られている。
ただし、こうした親鸞による太子信仰はその晩年に顕著になったと考えられている。親鸞は建保2年(1214年)は常陸国稲田に行き、太子像を安置した堂を結んで念仏を広めたが、高島幸次はこの東国布教が親鸞が太子信仰に傾倒するきっかけであったと推測する。
鎌倉時代末期に浄土真宗で行われていた絵解き(後述)では、太子伝に法然や親鸞を添えて描かれており、律宗教団の布教により太子信仰が根付いていた東国で太子鑚仰を足掛かりとして真宗教義を広めていったと考えられる。
南北朝時代の記録では、真宗寺院の本尊はほとんど太子像であると記録されており、近世には親鸞と救世観音を同一視した上で蓮如との関係を強調するようになっていく。現在でも浄土真宗本願寺派の寺院において阿弥陀如来の脇に太子像を安置する事が多い。
時宗の一遍は、繰り返し四天王寺に参拝している。特に弘安9年(1286年)に叡福寺で参篭し奇端を得た事は『一遍聖絵』でも知られており、また著書『聖徳太子御廟瑞相事舎利事』では、太子に帰依することが重要と説いている。
禅宗では臨済宗の虎関師錬が挙げられる。鎌倉時代に片岡山飢人伝説の仙人を達磨の化身とする説が広まり達磨寺が建立されたが、これを広めたのが虎関師錬であった。これによると達磨は前世で弟子であった太子を追って日本に飛来し、禅宗が栄えたとしている。
また、太子信仰は神道にも影響を与えている。天台僧で神道家であった慈遍は「太子は、神道を種、儒教を枝葉、仏教を花実に例えた」とする根葉花実論を説き、これを吉田兼倶が取り入れて神道の優位性を説いた。

### 地方の太子信仰
鎌倉時代以降に庶民層に太子信仰が広まると、地方で土着の風習と結びつく例が見られるようになる。それらには初期真宗教団や高野聖・善光寺聖などの影響が見られるが、特に親鸞による東国布教の影響は少なくなく、室町時代に東国に浄土宗を広めた聖冏は親鸞門徒が太子像を本尊としていることを批判している。こうした影響から20世紀に至っても福島県や岩手県では太子像が多く残されている。
福島県に太子像が多く残されていることには、太子守宗の影響があったと考えられる。
太子守宗は旧会津領内の山村に中世から江戸時代初期まで存在し、教団・組織化はされなかったものの記録に残されるものだけで27ヵ寺を数えた。その多くは保科正之の寺社整理により破却、もしくは本末制度により真宗高田派に改宗して消滅している。
太子守宗の教義は明らかではないが、残されている太子守宗時代の本尊や「常陸国での念仏弾圧を避けて移住した」という伝承などから初期真宗の影響が強く、そこに祈祷的要素を合わせた土着の宗派であったと考えらている。
同じように近世の本末制度により消滅した浄土真宗系宗派が、新潟県の岩舟地方にもある。この地域には中世末から近世にかけて「法印さま」と呼ばれる修験者を開基として創建された曹洞宗寺院が多いが、古い寺院には阿弥陀如来を祀る寺が少なくない。この地方の修験者は中世には鉱山採掘を掌握しており、こうした修験者を通じて浄土信仰が金堀り・杣工・鋳物師・檜物師・木地師などの山の民に広まっていた。そうした修験者が開いた寺院が近世に曹洞宗に改宗し、改宗後も元々の本尊であった阿弥陀如来をそのまま祀っていると考えられる。
こうした信仰を残す人々に田畑を持たない卑賤視された住民で、上流で伐採された木材を筏にして川で下流に運搬する「タイシ」や、下流で河川水運業を営む「ワタリ」と呼ばれる人々がいる。かれらの間には太子堂で行われる「ダシ講」と呼ばれる太子講が残存している。また、河川水運業による浄土信仰は、この地方に限らず紀州の紀の川流域など全国で見ることができ、初期真宗の教義が「ワタリ」の生業である水運によって全国に広まっていったと推測されている。
岩手県に太子像が多く残存するのは、この地域に特徴的な民間信仰「まいりの仏」の影響と考えられる。まいりの仏とは旧暦10月に行われ、阿弥陀如来像や太子像などを祀る民家や民間のお堂に同族縁者が集まって念仏や正信偈を唱える信仰である。祀られるまいりの仏は阿弥陀如来像や各号が多いが、全体の1/4程度が太子像で、その中では孝養像・黒駒太子・連坐御影の仏画が多く、木像もみられる。まいりの仏信仰は県全域に渡っており、昭和49年に司東真雄が行った調査では、まいりの仏の所有者が300戸以上確認された。特に中南部の紫波稗貫・和賀・江刺の密度が濃く、次いで遠野から気仙にかけて見られる。なぜ阿弥陀像・太子像が民間に伝わるのか定かではないが、「寺院が無かった時代には死人が出れば枕元に仏画を掛け、主人が導師となって念仏を唱えて往生させた後に野辺送りをした」と伝わっており、司東は「念仏僧が、地域の一族の長に一族の共有財産として各号と、葬式の司祭権を与え、14世紀ごろに阿弥陀像や太子像も加わり今日まで残存した」と推測している。
同じように、太子像が葬式に用いられる風習が、長野県秋山郷に残されている。この地域には代々「如来さま」と呼ばれる旧家があり、その屋敷には「聖徳太子堂」もしくは「太子堂」と呼ばれる草堂がある。この草堂の縁日には釈迦涅槃図が祀られるが、一方で「聖徳太子如来」の尊号も伝わっており、両者が混同されていた可能性もある。この旧家には7幅の太子像が伝来していたようだが、昭和61年時点で2幅が現存している。この太子像は正月15日と盆15日に太子堂で御開帳されるほか、「如来さま」が地域の葬式に招かれて、死者の頭上で箱に入った太子像を「イダカセル」(頭をなでるように動かす)そして『般若心経』を唱える民間信仰に使用される。この民間信仰に用いられる太子像には黒駒太子があり、善光寺聖による太子信仰が土着風習と融合したものと考えられる。
加賀国では、真宗大谷派寺院を中心に太子信仰が広がっているが、一部地域では「火伏せの霊験」「海の時化に遭わない」などの現世利益や、太子像が「雨が降ってきたので洗濯物を取り込んだ」「若者たちと踊った」などの俗っぽい伝承を伴っている例が見られる。

### 女性の太子信仰
仏教には変成男子の思想があり、女性のままでは成仏できないとされていたが、そのような中でも女性は男性と同様に太子を信仰していた。
10世紀後半に尊子内親王の為に作られた仏教説話集『三宝絵詞』には、『伝暦』を底本とした太子伝が記されている。また、13世紀初頭成立の『発心集』に記される「ある女房が四天王寺の西の海で入水した」の記述や、12世紀末成立の『梁塵秘抄口伝集』に記される「播磨国高砂の遊女四郎君が、太子の今様を謳って往生を果たした」とする記述など、身分を問わず女性の信仰も集めていたことが記録に残っている。
道明寺の孝養像は、像内納入遺品により叡尊の法弟子であった尼僧約90名による造立であった事が分かっているが、女性のみによる仏像の造立は珍しい。その勧進主は了鏡という女性であるが、稚拙な願文から出自は庶民階級と考えられ、元寇襲来での戦没者と戦争未亡人の極楽往生を祈願した像と考えられる。

### 太子講
太子講には2つの形態がある。一つは太子を奉賛する仏教の宗教講で、もう一つが職人が太子を祀って集まる職業講である。本節は後者について記述する。
大工や左官などの職人による太子講は、同業者集団が自主運営し、結束を図るために太子を職能の守護神として信仰して開催する会合である。大工らが太子を工匠の祖として崇敬するようになった理由には、寺院建築と共に大陸の建築技術が広められた事が背景にあるとされる。また、太子講が全国に広まったことには、非農耕従事者の信者が多かった浄土真宗の影響があったとみられる。
太子講は、室町時代の終わりごろから始まって現在まで継承されている。江戸時代には忌日である2月22日を中心に行われたが、開催日は一定ではなく、年に1回であるところや毎月開催しているところもあった。こうした場では掛け軸の絵画や彫像の太子像を祀る事が多く、その姿は孝養像であることが多いが、柄香炉の代わりに曲尺を持ったものもみられる。こうした会合は、職人の親睦の場であるほか、賃金の協定など様々な申し合わせを行う職人仲間の運営にとっても重要な日であった
現在も行われている太子講として、四天王寺番匠堂で毎年11月22日に行われている金剛組や大手建築会社などが技術の向上と安全を祈願する法要などがある。

### 太子信仰への批判と再評価

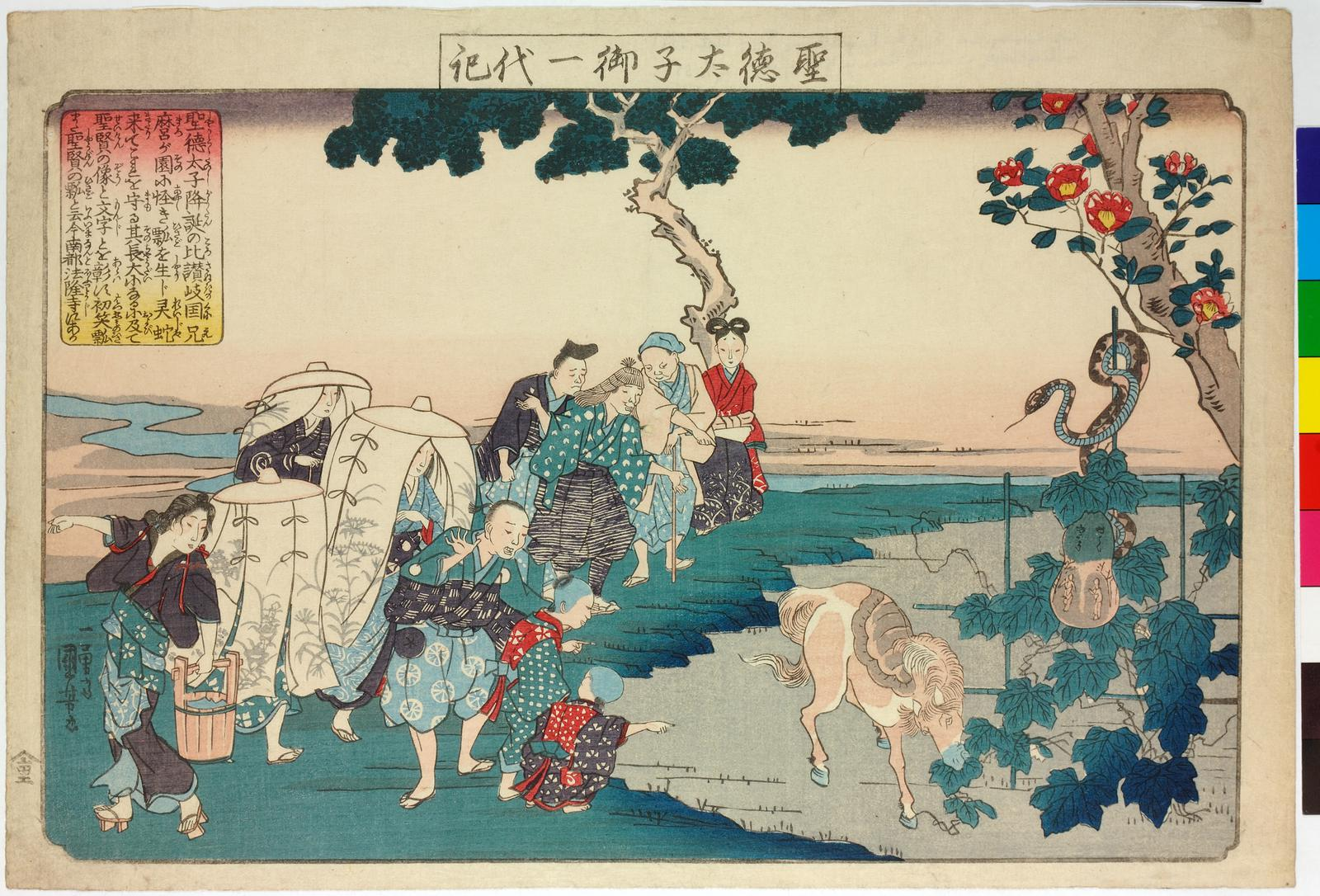
聖徳太子御一代記(歌川国芳)

江戸時代になると、朱子学や国学によって仏教は批判を受ける。そうした中で、太子は「清らかな日本に外国の野蛮な教えである仏教を導入した」人物と位置付けられ、林羅山や平田篤胤などの知識人によって批判の対象となり、さらに太子伝について実証的な検討と批判が行われた。平田は『出定笑語』に「仏を贔屓する一部の人が、人を惑わす事を承知で偽りの太子伝を創作した」と指摘している。
一方で庶民の間では、変わらず太子への信仰が続いた。江戸時代の太子関連の著述は100余りに上り、特に『伝暦』を継承した『聖徳太子伝』(寛文刊本・1666年)は、近世後期に至るまで後印本が繰り返し出版され多くの人に読まれた。また、太子は近松門左衛門の『聖徳太子絵伝記』など浄瑠璃や黄表紙などの庶民文化の題材となった。こうした太子信仰を背景に、太子との関係を説く神社もこの頃に現れ、法隆寺は浄財を集めるために出開帳を行った。

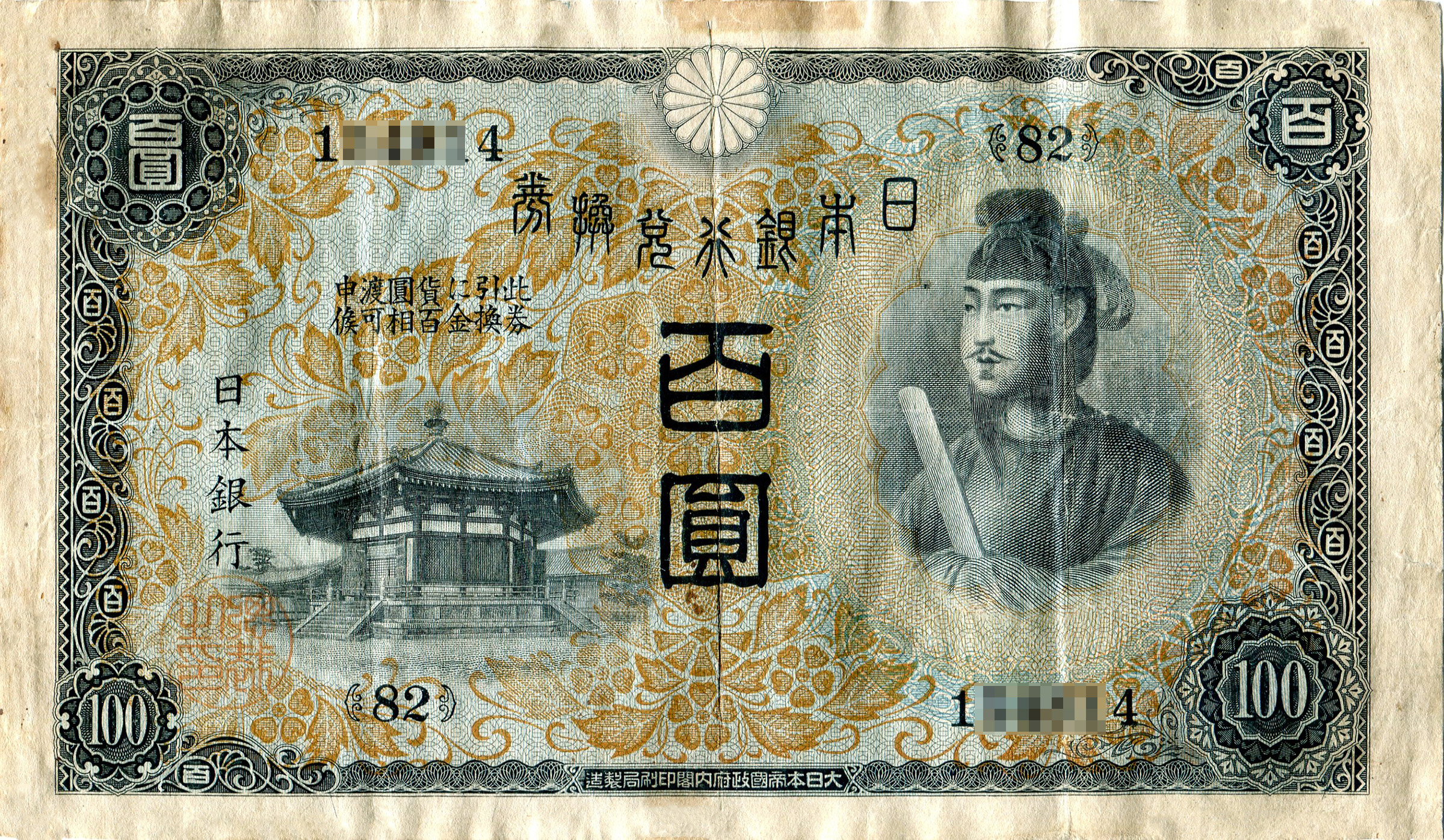
日本銀行兌換券乙百円。太子を描いた最初の紙幣である。

明治になると、太子は教科書等で崇峻天皇を殺害した蘇我馬子の一味として扱われ、また廃仏毀釈の影響もあって扱いは低かった。しかし明治後期になると、開国して外国と対峙していた日本は自らのアイデンティティを歴史と文化の中に求めるようになり、そうした心象に応える人物として太子が注目されるようになる。これは『書紀』の再評価と共に、『隋書』に記される「日出処ノ天子」の国書の著者として太子が位置付けられた事に依っていると考えられる。また、日本文化の軽視に対して警鐘を鳴らしたアーネスト・フェノロサが、明治17年(1884年)に法隆寺を訪問して高く評価した事も影響した。なお、フェノロサの評価をきっかけに、法隆寺を中核に聖徳太子奉賛会が設立され、太子信仰の中心地は四天王寺から法隆寺へと移行してゆく。
こうした背景から、学校教育で偉人として「聖徳太子」の称号が定着させられ、高額紙幣の図柄として唐本御影の太子肖像が採用されるなど、太子信仰は近代的かつナショナリズムを高揚するように変化し定着していく。こうした社会で重視されたのが十七条憲法である。十七条憲法は大日本帝国憲法と結びつけられ、日本は東洋唯一の立憲国家として位置づけられた。さらに「和」の精神は臣民間の和と解され、国民が一丸となって戦争を戦い抜くために強調されるようになっていった。

### 史料批判による太子信仰研究
一方で昭和に至ると、文献批判に基づく太子像の検証が行われるようになる。津田左右吉は、十七条憲法や『三経義疏』の矛盾点を指摘し、太子伝の多くが太子を聖人化する目的で製作されたとした。津田の批判は戦時中の国家主義者を刺激し、津田は出版法違反で有罪となり早稲田大学を去る事となった。
戦後になると津田の影響を受けた研究者が史料批判に基づく太子研究を行う。特に太子信仰の研究は太子の実像に迫る方法に位置づけられ、小倉豊文は『聖徳太子と聖徳太子信仰』(私家版1963年)で、伝説上・信仰上の聖徳太子と歴史上の厩戸王が区別する重要性を説いた。田中嗣人は『聖徳太子信仰の成立』(1983年)で、その源を天武天皇に求めるなど体系的に太子信仰の成立過程を研究した。

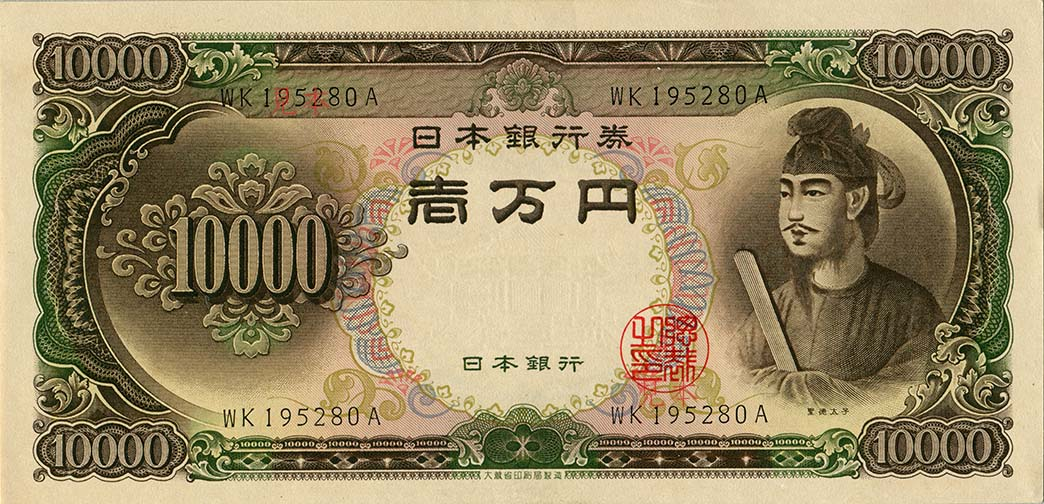
日本銀行券C号一万円。太子を描いた最後の紙幣で、1958年から約四半世紀にわたり発行された（1986年支払停止）。

そうした中で戦前の国家主義的な太子観に対する反省も行われたが、「和」の精神は民主主義・平和主義の象徴として再解釈され、太子は平和国家の歴史上偉人として装いを変えて描かれる事となった。その為、戦後にGHQが切手や紙幣に対して行った規制により戦前の偉人肖像が姿を消す中にあっても、太子の肖像は高額紙幣として1984年まで採用され続ける事となる。
戦後の太子への批判的な研究は、1990年頃に聖徳太子虚構説へと至る。大山誠一は『聖徳太子研究の再検討』(1998年)などで聖徳太子虚構説を唱え、その中で光明皇后と行信による史料の捏造により太子信仰が広まったとし、大きな反響を呼んだ。大山の虚構説は、鎌田東二・森田悌・石井公成らによって批判されているが、太子の実像は未だ研究の中で揺れ動いていると言える。

## 太子霊場
太子に所縁をもつ寺社は多く、大脇潔によれば、太子の建立と伝わる寺院だけで全国に355を数える。太子創建を伝える最も早い記録は『法王帝説』で、太子建立寺院は7ヵ寺と記される。しかし没後早くからその数を増していき、鎌倉時代の『目録抄』では太子が創建した寺院は46ヵ寺まで増え、さらにこれらを実在の寺に当てはめるようになった。
このような太子霊場46ヵ寺案は、中世に成立した『太子伝見聞録』や『太子伝玉林抄』でも唱えられたほか、地誌としての側面が強い『文保本系太子伝』が広く流布したことにより46ヵ寺という数が定着。近世には名所案内としての地誌が流行し、そのなかで太子との由緒を主張する寺院が増えていったと考えられる。
以下、主な寺院と太子信仰の関わりについて記す。

### 聖徳太子建立七大寺

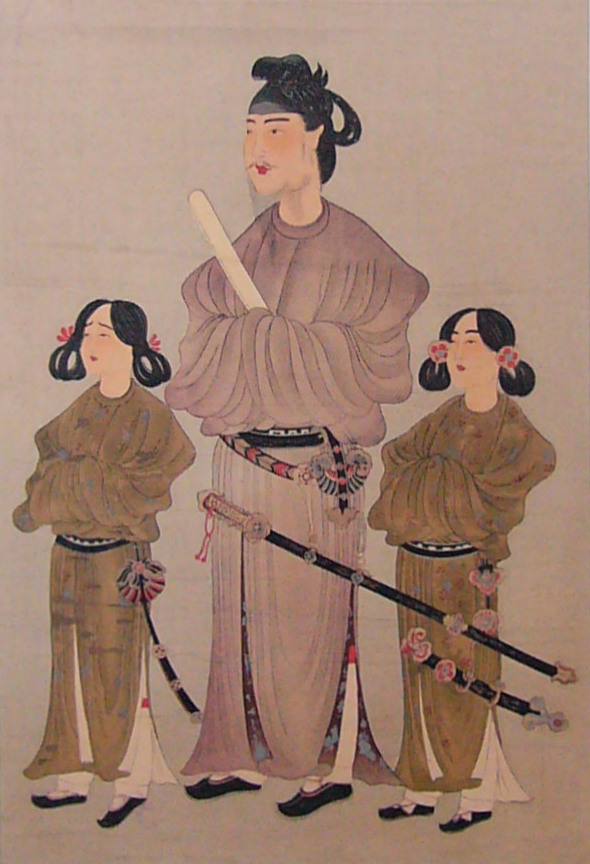
唐本御影(木版複製)
唐本御影は法隆寺が太子信仰を広める過程で聖徳太子像として定着していったと考えられる

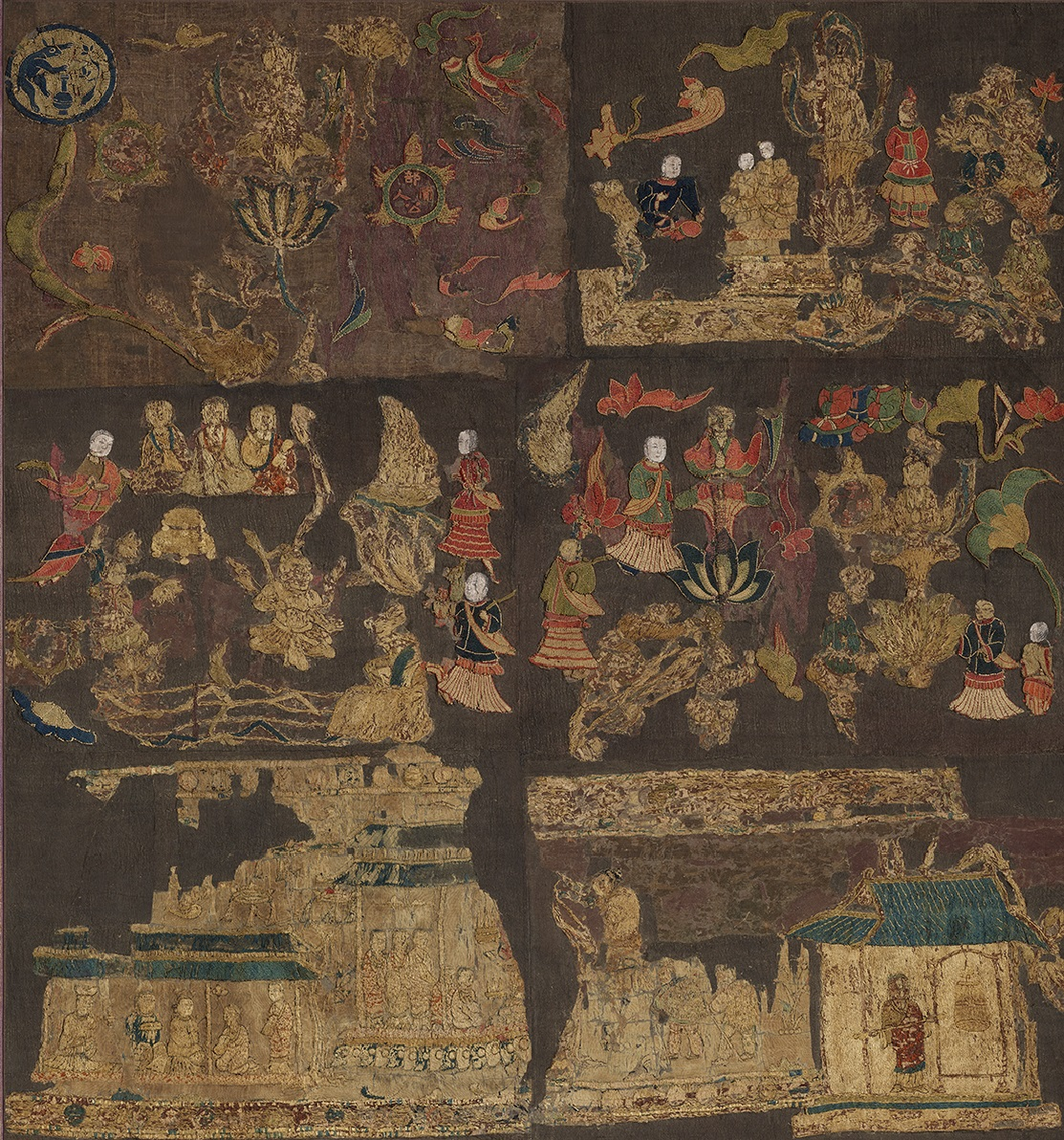
天寿国曼荼羅繍帳

法隆寺
法隆寺は太子の建立であることが考古学的に確認されており、発掘された若草伽藍がこれに当たると考えられている。史料での初見は、『書紀』推古天皇14年条(606年)の「太子が斑鳩寺に播磨国の土地を施入した」である。しかし『書紀』には四天王寺系の伝承が多く取り込まれた故に、その後の太子信仰では法隆寺は四天王寺の後塵を拝することになった。法隆寺金堂の釈迦三尊像の光背銘文と薬師如来像の光背銘文を後世の製作とする吉田は、これらの銘文は『書紀』に記された四天王寺系の伝承に対抗するために製作されたものとしている。
法隆寺の中で太子信仰の中心となっている東院伽藍は、行信の嘆願により光明皇后が中心となって造営が進められ天平11年(739年)に完成したとされる。また、これに先立つ天平8年の2月22日(太子の忌日)に、光明皇后は法隆寺に寄進を行い太子を供養している。こうした光明皇后による法隆寺への働きは、天平4年ごろから飢饉や地震、天然痘の流行などの災害が続き、政情が不安定であったことが背景にあると考えられている。
法隆寺は南都七大寺として朝廷の庇護を受け栄えたが、平安遷都を期に徐々に衰退。12世紀前半に興福寺の傘下に組み込まれ太子五百年忌を期して西院に聖霊院が造営される。藤井由紀子は、この時期に興福寺が太子霊場の整備を行ったのは、権勢を強め太子を崇敬した藤原摂関家との関係再構築を図ったためと推測している。
鎌倉時代に顕真と慶政によって東院が太子信仰の霊場として整備されていく。特に顕真は、すでに太子信仰の霊場の地位を確立していた四天王寺に対抗して『目録抄』を著し、また調子丸の子孫を自称して太子信仰の権威となった。また、慶政は東院伽藍を整備して、太子信仰の諸行事や京都での出開帳を行い信仰普及に努めた。この出開帳の目玉となり、法隆寺の権威を高める役割を果たしたのが唐本御影である。この肖像画は早くても8世紀の製作とされるが、文献上の初見は『七大寺巡礼私記』(1140年)で、顕真によって由緒が作られ唐本御影と名付けられた。唐本御影は近世までに多くの模写が作成され、太子の姿として定着していく。
江戸時代にも出開帳が繰り返されたが、明治に廃仏毀釈が行われると法隆寺は再び衰退した。そうした中で法隆寺を訪れたフェノロサは太子をコンスタンティヌス大帝になぞらえて高く評価し、それ以降法隆寺は、太子信仰の霊場であることを強調して積極的に伽藍全体を拝観させるようになった。これ以降、法隆寺は太子建立の寺として教科書などに記されるようになり、太子信仰の中心地となって現在に至っている。

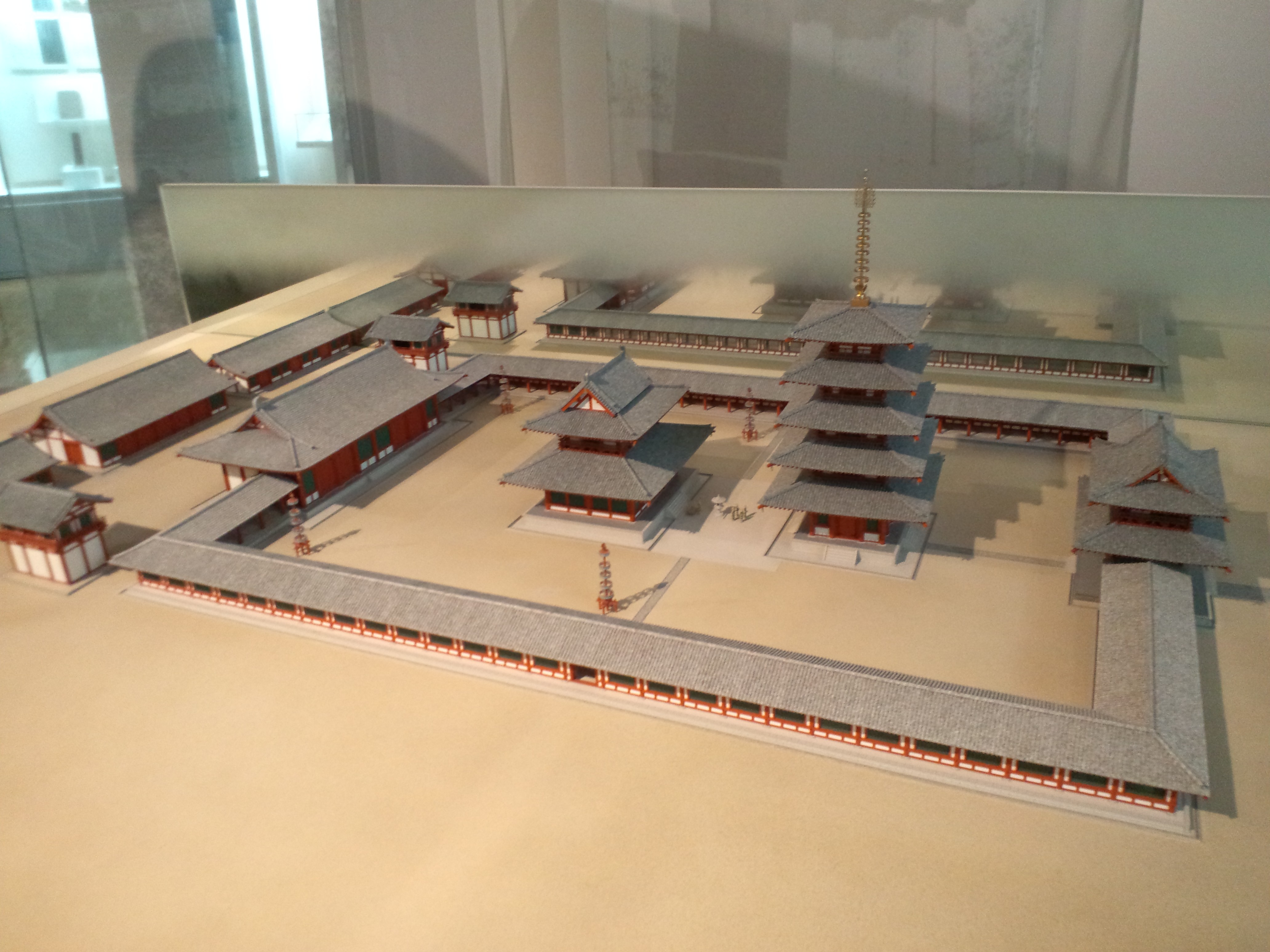
創建時の四天王寺伽藍模型
（大阪府立近つ飛鳥博物館展示）

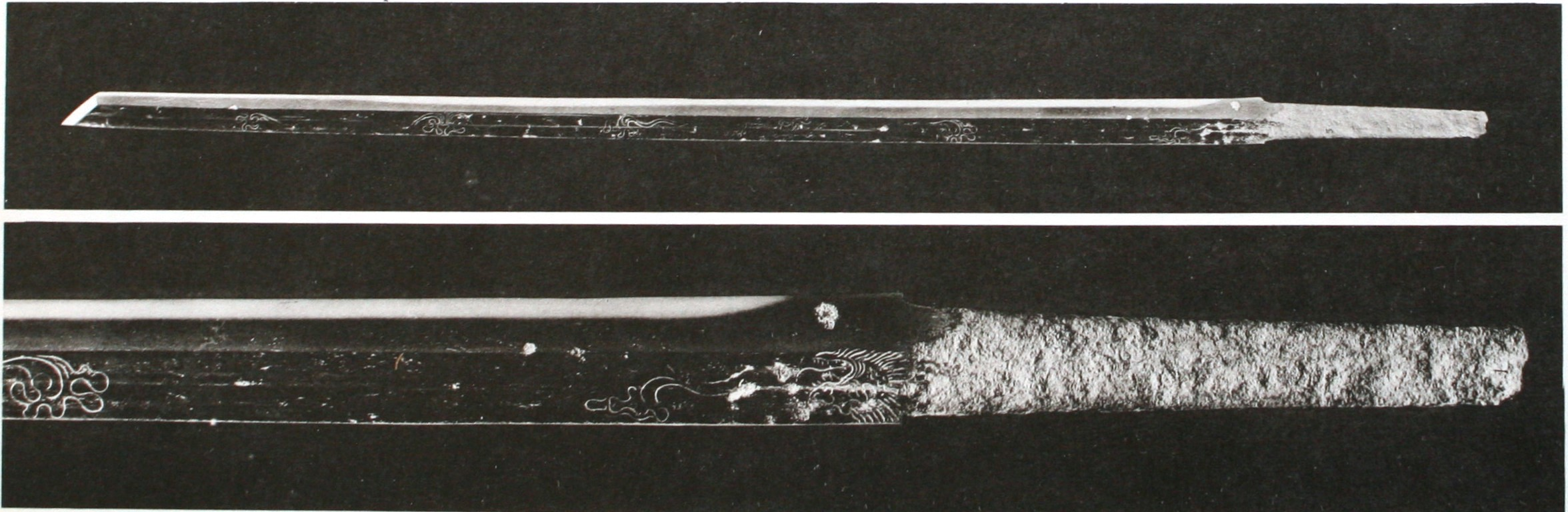
太子佩刀と伝わる七星剣

四天王寺
四天王寺に関する最古の記録は『書紀』で「太子が丁未の乱での勝利後に建立」「推古天皇元年に造る」「大化4年に仏像を安置」などと記されている。これらから創建年代について様々な説があるが、発掘調査で出土する瓦の調査では創建は620年から630年の間とされており、推古31年(623年)に新羅・任那の使節がもたらした舎利などを奉納した記述を実際の創建とする説が考古学的に有力とされている。その後、645年に乙巳の変が起きると難波に都が移るが、この頃に四天王寺の伽藍が完成したことが考古学的に確認されており、榊原史子は、都の近隣にあった四天王寺が朝廷によって整備されるなかで、創建説話が創作され『書紀』に盛り込まれたと推測している。
朝廷の庇護のもと、四天王寺は太子創建の寺院として太子信仰の中心地となって発展する。宝亀2年(771年)には聖徳太子絵伝が製作され、平安時代の初めには太子を祀る聖霊院があった事が記録されている。平安時代には延暦寺の僧侶が別当を務めるようになり、その関係の中で浄土信仰との繋がりが生まれたとされる。また10世紀前期には、四天王寺五重塔から太子の遺髪が発見されたことが記録に残っている。本来仏塔は釈迦の遺骨(舎利)を納める場所であり、そこに太子の遺髪が安置されていた事は釈迦と太子を重ね合わせる信仰があったとする説がある。
天徳4年(960年)に四天王寺は伽藍の大部分を焼失して衰退したが、その状況で登場したのが『四天王寺縁起』(根本本)である。これに記された縁起により、四天王寺の西門の先に広がる海の彼方に極楽浄土が在ると信じられ、四天王寺には極楽往生を願う人々が集うようになった。当時の今様はこうした様子を「極楽浄土の東門は、難波の海にぞ向かえたる、転法輪所の西門に、念仏する人参れとて」と謡っている。この頃までに四天王寺には施薬院・療病院・悲田院・敬田院といった社会福祉施設が設けられて、浄土信仰と太子信仰が被差別階級にも広がったことで乞食や病人が集まる場所となっていた。後に四天王寺別当となった律宗僧の忍性は悲田院と敬田院を再興。また、法然や親鸞などの浄土教の高僧や、時宗の一遍や日蓮宗の日蓮なども参詣し、困窮者を救済したと伝わっている。
院政期に熊野詣がブームとなると、四天王寺はその拠点として皇族貴族の参詣を受けるようになる。さらにこれまで延暦寺の影響が強かった四天王寺であるが、12世紀になると延暦寺と対立する園城寺の傘下に入る。藤原経輔の子で園城寺長吏の増誉は白河法皇の熊野先達を務めるなど、園城寺と皇族貴族とのつながりを深めた。後に四天王寺別当に行尊が就くと、行尊に帰依し太子を崇敬する鳥羽上皇や関白藤原忠実の熊野詣に合わせた四天王寺参詣に備えて、四天王寺は新造同様に整備された。
『四天王寺縁起』は今日に至るまで数多くの写本が製作されてきたが、中でも1335年に書写された『四天王寺縁起』(後醍醐天皇宸翰本)は、後醍醐天皇が王法の興隆を太子に祈願して製作したと考えられる。後醍醐天皇は自身の書写に手印を捺して、権者の聖蹟(根本本)を秘すように命じたとされている。
室町時代以降は、応仁の乱や織田信長の石山本願寺攻め、徳川家康の大坂攻めなどで戦禍に見舞われ、そのたびに再建されてきた。江戸時代には幕府の庇護のもと庶民信仰の場として賑わいを見せた。昭和には室戸台風や大阪大空襲で被害を受けるが、戦後に復興して現在に至っている。
中宮寺
中宮寺は法隆寺に隣接した尼寺である。『伝暦』によれば、太子が母穴穂部間人皇女の為に宮を寺に改め創建されたとされるが詳細は不明である。現在地からやや離れた創建当初の境内からは、飛鳥時代の瓦が出土しており、創建当時は僧寺と尼寺が一組で創建される慣例があったことから、法隆寺と対となる尼寺として太子が建立した蓋然性は高いと考えられる。
平安時代以降に衰退するが、鎌倉時代に信如比丘尼によって中興。その際に法隆寺の蔵から発見されたとされるのが、所在が不明になっていた天寿国曼荼羅繍帳である。繍帳に記されていた銘文は現在ほとんど失われているが、内容は『法王帝説』に記録されており、全文が復元されている。それによれば繡帳は太子没後に妃橘大郎女が菩提を弔って製作したもので飛鳥時代の製作と考えられるが、これらを後世の擬古文とする見解もある。
橘寺
橘寺が在るのは聖徳太子が誕生したと伝わる地で、太子が『勝鬘経』を講じた時に奇端が起きたことに因んで創建されたとされる。史料上の初見は『書紀』天武天皇9年(680年)条の橘寺で火災があったという記録で、発掘調査から実際の創建年代は7世紀後半と推定されている。また、橘寺の北隣にある川原寺と対となる尼寺として創建されたとする説もある。平安中期には太子殿を含む多くの建物があったが、承暦年間に玉虫厨子と金銅四十八体仏が法隆寺に移され、鎌倉時代以降は衰退した。その後、明治に再興されて現在に至る。
なお、太子の生誕地については、奈良時代まで坂田寺と橘寺の両説が併存していたが、13世紀に律宗教団が橘寺の復興事業を進めるなかで霊場化が進められ、15世紀頃には橘寺が生誕地として定着したと考えられる。
葛木寺
葛木寺は、『法王帝説』には「葛木氏に賜ひき」と記されることから葛城氏の氏寺が、後世に太子建立に数えられるようになったと考えられる。この葛木氏は太子の側近で、丁未の乱にも参陣した葛城烏那羅とされる。葛木寺の所在地は不明だが、『日本霊異記』などには豊浦寺の西にあったと記されており、橿原市の和田廃寺に比定する説が有力である。和銅3年(710年)に平城京遷都と共に移転するが、宝亀11年(780年)に落雷により焼失し現存していない。
法起寺
法起寺は、推古天皇14年(606年)に太子が法華経を講説した岡本宮を、太子の遺言によって息子山背大兄王が寺に改めて創建したとされるが、『目録抄』が引用する『法起寺露盤銘』では太子の遺言により舒明10年(638年)に福亮が金堂を建立したと記されている。12世紀頃には法隆寺と同様に興福寺の傘下に入って太子霊場化が進められ、『日本書紀』に記される岡本宮に由来する岡本寺を名乗るようになった。
広隆寺
広隆寺は、『書紀』推古天皇11年(603年)条によれば太子の仏像を譲り受けた秦河勝が創建したと記されるが、実際は『広隆寺縁起』に記される、太子没後に追善する意味を込めて秦河勝が創建したとする由来が正しいと考えられる。創建当時は現在地の北東に位置する北野廃寺跡にあったが、平安京遷都と共に現在地に移転した。なお、太子から譲り受けたとされる仏像は、現存する弥勒菩薩半跏像とする説がある。
広隆寺では太子五百年忌にあたって聖徳太子立像が制作され、現存している。本像は下着姿でその上から実物の着物を着せる稀有な像で、着用する着物は天皇が即位式に着用する黄櫨染の御袍と同じものである。この着物は天皇が即位すると、新しいものが天皇から贈られ着せ替えられるが、この慣習は平安時代から現在まで続いている。また、本像を本尊とする桂宮院本堂は、法隆寺夢殿の影響を受けた八角堂である。建長3年(1251年)ごろの建立で、桂宮院が京都における太子信仰の中心地となった。こうした広隆寺での霊場整備は聖徳太子立像の墨書から天台僧の定海が進めたと考えられるが、藤井は定海と四天王寺の関係性に着目して霊場整備は四天王寺の影響で行われたと推測している。

### 河内三太子
叡福寺
叡福寺は、太子の墓所とされる叡福寺北古墳の墓前寺で、「上之太子」とも呼ばれる。創建については、太子らを合葬した際に推古天皇から土地の寄進をうけて墓守の僧坊を建てたことが始まりとする説と、太子追善の為に聖武天皇が神亀元年(724年)に伽藍を建立したとする説の2つが伝わるが、当時の史料に記録が見られず詳細は不明である。また寺伝では、嵯峨天皇以来歴代天皇の行幸があったと伝えるが、伝承の域を出ない。
太子廟(磯長廟)は、11世紀中頃以降から『未来記』がたびたび出現して信仰を集め、承安年間には平清盛の寄進で伽藍が修理された。11世紀後半以降に念仏者の参詣を集めるようになり、太子と后膳部大郎女と母穴穂部間人皇女が合葬される「三骨一廟」が、阿弥陀三尊と同一視され太子信仰の象徴となった。鎌倉時代には後嵯峨天皇の中宮大宮院の遺骨の一部を修めたとされる宝篋印塔も建立された。また、空海・良忍・証空・親鸞・叡尊・日蓮・一遍といった高僧が叡福寺を参拝している。信長の焼き討ちで伽藍が消失したが、豊臣秀頼によって再興され、江戸時代中期には伽藍が再建された。現在は単立の宗教法人で太子宗である。
野中寺
野中寺は、太子の命を受けて蘇我馬子が創建したと伝わるが、実際は渡来系船氏の氏寺として飛鳥時代に創建されたと考えられる。別名は「中之太子」。なお、当寺の弥勒菩薩半跏像の銘には、丙寅年(666年)の紀年と共に「栢寺智識」と記されており、これを橘寺と読む説もある。
大聖勝軍寺
大聖勝軍寺は、『大聖勝軍寺略縁起』によると丁未の乱の後に戦場跡に太子が建立したとされるが、平安末期から鎌倉初期ごろに戦場跡伝承地に建立された太子堂が前身と考えられている。「下之太子」とも呼ばれる。境内には戦闘で太子の命を守ったとされる神妙椋木や、物部守屋の首を洗ったとされる守屋池があり、近辺には物部守屋の墓などの関連史跡もある。鎌倉後期には律院となって興隆した。

### その他
頂法寺
頂法寺は六角堂と通称される寺院で、『六角堂縁起』によれば、太子と小野妹子が四天王寺の造営に使う木材を求めてこの場所に立ち寄った際に、持参した観音像が動かなくなったため御堂を建てたとしているが、飛鳥時代の遺構はなく史料上の初見は平安時代中期以降まで降る。親鸞が六角堂に参篭した際に太子の夢告を得て専修念仏に帰依したとする事や、太子の命で出家した小野妹子が六角堂の仏前に添えた花が華道の始まりとされるなど、太子との所縁が伝わっている。
達磨寺
達磨寺は、『書紀』推古天皇21年条にある片岡山飢人伝説に仮託して、鎌倉時代末期に慶政が聖地として再整備した寺院である。太子信仰が盛んになる平安時代には、天台宗で「片岡山の飢人は達磨であった」という伝承が生まれ、当地にあった達磨墓(実際には古墳時代後期の円墳)と結びつけられたと考えられる。この伝承は『文保本太子伝』によって流布されたことで近世には広く定着していった。
なお、江戸時代後期までに、太子の愛犬で人の言葉を理解しお経を唱えたと伝わる雪丸の伝承が達磨寺で生まれている。
善光寺
『善光寺縁起』には、聖徳太子の誕生から四天王寺建立までの物語が記され、特徴としてはその後、物部守屋のために難波の堀江に沈められていた善光寺如来に対面するエピソードが語られている。太子は守屋を退治したことを報告し、昔のように宮中に安置したいと言うが、如来は「私は人を待っている」と告げ、再び水に沈んでしまう。その後、通りかかった本多善光の前に如来が現れ、信濃に運ばれて善光寺が建立された。また、善光寺如来は生きている仏であるため、聖徳太子と手紙のやり取りをしたという話も書かれている。
この伝承は善光寺聖の遊行や絵解きによって全国に広められ、鎌倉時代から近世にかけて善光寺は太子信仰の霊場として機能し、全国に善光寺信仰を広める役割を果たした。ただし、この伝承は元永元年(1118年)に善光寺別当となった聖厳が四天王寺権別当を兼任していた影響、もしくは両寺の念仏僧の交流によって創作されたものと考えられる。
現在も本堂内、善光寺資料館、浄願坊（太子堂とも呼ばれる）、大勧進の宝物庫、大勧進境内、大本願の宝物殿などに６体もの聖徳太子像があり、経堂の南西には「聖徳皇太子」と書かれた巨大な石碑が、善光寺の東に隣接する城山には聖徳太子を祭神のひとつとした木匠祖神社が、雲上殿には聖徳太子の壁画があり、聖徳太子と善光寺の深いつながりを示している。
神社と太子堂
太子に関連する神社は、全国に存在する。太子を祀る神社としては富岡八幡宮や栃木市の聖徳太子神社などがある。また、太子が創建したと伝える神社は、法隆寺の鎮守社とする龍田神社や四天王寺の鎮守社である天王寺七宮などがある。この他、太子を祀る仏堂として、太子堂が全国に建立されている。

## 太子信仰の美術

### 聖徳太子絵伝と絵解き

聖徳太子絵伝
東京国立博物館蔵

聖徳太子絵伝とは、太子の説話を絵画化したもので、掛け軸や衝立に仕立てられたものである。僧侶は大衆に対してこれを示しつつ、太子の生涯や事績を口頭で説明(絵解き)した。絵解きは、識字率の低い時代に身分の低い階層に太子信仰を広める役割を果たしたと考えられる。
絵伝は奈良時代に作成された四天王寺聖霊院細殿の壁に描かれた障子絵が最も早いとされ、平安時代に『伝暦』が成立すると絵伝もこの内容に沿って製作されるようになった。現存する絵伝は鎌倉後期以降のものが多く、元享2年(1322年)の700年忌で太子信仰が盛り上がった時期に、各宗派が太子との関連を強調するなかで作成されたと考えられる。絵伝は、主に太子由緒を持つ寺院と初期真宗の流れを汲む寺院で伝来し、現存最古の絵伝は、延久元年(1069年)製作で法隆寺東院伽藍絵殿を飾っていたものである。現在も絵解きは行われており、定期的に行われているものとして瑞泉寺で毎年7月に行われている「太子伝会」が著名である。こうした絵伝の普及は、中世以降に盛んに制作される各宗派の高僧絵伝に影響を与えたと考えられる。

### 聖徳太子像
太子の姿を表現した絵画や彫刻も数多く作られてきた。こうした太子像は8世紀には成立していたと考えられるが、『伝暦』の普及と庶民への広がりにより様々な種類が制作された。杉山二郎は、日本美術史の中で太子像は一級品が乏しく、各時代の二級作家による造立が多かったことが太子像の特殊性を生み出したと指摘している。石川知彦は、太子像の多くは以下の6つに分類できるとしている。
南無仏太子像
『伝暦』に記されている「太子が2歳の春に東方を向いて合掌し、南無仏と唱えると手の中から舎利があらわれた」という伝説を表現した像で、二歳像ともいう。最も古い記録は『吾妻鏡』に記される承元4年(1210年)像に源実朝が建立した太子像だが、橘寺には持明院王子をモデルにして製作したという別の伝承もある。鎌倉時代初期に舎利信仰と結びつけて創作され、後に叡尊らが大量に制作したと考えられる。上半身が裸で袴を履いた無髪の童子が合掌した姿で作られることが多い。絵画・彫像ともに作例があるが、絵画は独立して描かれた像は少なく、ほとんどが彫像である。著名な作例として、絵画は叡福寺厨子入画像が、彫像は元興寺極楽坊南無仏太子像が挙げられる。
童形像
史料上は「童像」と記されるもののうち、袈裟を付けず柄香炉を持たない像で、元服前の19歳未満の姿とされる。絵画作例は少なく、最古の童形像は治暦5年(1069年)円快作で法隆寺絵殿に伝わった伝七歳座像で、法会の際には聖霊院に遷座した像と考えられる。これに類する像として、角髪を結い袍を着て笏をもつ執笏童形像とよばれるものも散見される。
孝養像
史料上は「童像」と記されるもののうち、袈裟を付けて角髪を結って柄香炉をもつ像で、最も広く流布した太子像である。『伝暦』に記される「太子が16歳の時に父用明天皇の病気治癒を祈願した」という伝説を表現した像で、十六歳像とも言う。鎌倉時代を遡るものはなく、現存最古とされるのは一乗寺聖徳太子十童子像で、天台宗周辺で創作された図像と考えられる。元興寺極楽坊像が5000人の結縁者によって造立された例など、民衆への太子信仰の広がりと共に普及し、浄土真宗によって広く定着したと考えられる。絵画・彫刻ともに作例が多く、衣服や髪型、手に持つ物、姿勢などにも様々なバリエーションが存在するが、多様な図像の存在は南都絵所や四天王寺絵所を中心に多様な絵師・僧侶が創作に関わった事を示すと考えられる。なかでも立像は『伝暦』説話を表現した説話画よりも、礼拝の対象とした礼拝画としての要素が強いとされている。
騎馬太子像
この像には、馬上太子像(合戦像)と黒駒太子像の2種がある。馬上太子像は、丁未の乱での太子16歳を図像化したもので、角髪を結い袍を着て弓箭を帯びている。絵画作例が主で、彫像もあるがいずれも近世の作例である。黒駒太子像は、『補闕記』や『伝暦』に見える「調使麻呂を随行させ、愛馬黒駒に乗って天上遊行（目的地は富士・越州、あるいは全国）を行った」という太子27歳の伝承を図像にしたものである。遅くとも室町時代には成立し、東北地方に作例が多く初期真宗あるいは善光寺聖との関係が指摘されている。ただしこの2種の騎馬太子像は明確に区別されなかったようで、天上遊行する馬上太子像、あるいは黒駒に乗る馬上太子像も存在している。
摂政像
太子が成人になり摂政となった姿で、両手で笏を持ち袍を着て巾子冠を被る像。摂政太子とも呼ばれる。一般には22歳以降の姿とされ、史料に「霊像」と記されるものはこのタイプと推測されている。古例とされるのは、法隆寺聖霊院本尊の太子像や唐本御影で、これを祖型として鎌倉時代以降に定型化されたと考えられる。絵画の遺品が多く、四天王寺楊枝御影などが代表例。彫刻は少ないが、達磨寺の太子像が著名である。
勝鬘経講讃像
『伝暦』に記されている「太子が35歳の時に推古天皇の命により『勝鬘経』を講讃したところ、蓮華が降る奇端が起きた」という伝説を表現した像で講讃像とも言う。壮年の姿で冕冠を被り、袍に袈裟を付ける姿で左手に塵尾を持って座す姿である。図像の成立は奈良時代とされ、平安後期には独立して描かれるようになった。絵画の遺品が多いが彫像もある。絵画では斑鳩寺勝鬘経講讃、彫像では橘寺勝鬘経講讃像が著名。
その他の太子像
以上の6つに分類できないものとして伝承に基づかない太子像もあるが、その代表が広隆寺桂宮院本堂の本尊である聖徳太子立像である。この像は、角髪を結う童形像(後世に冠を被る姿に改められている)でありながら笏と柄香炉を持ち、太子が観音に垂迹した形を示すとされている。この様式は叡福寺にも引き継がれている。また、四天王寺の「孝養御影」や初期浄土真宗寺院で「真俗二諦像」と称された像も笏と柄香炉を持っている。その他に孝養像の派生として、柄香炉を持ちながら左右に童子を従える三尊像も存在する。薬師寺の傘蓋を掲げた童子を引き連れた像は、48歳に自らの御廟を訪れた像という説があり、また、鶴林寺の三尊像は太子を釈迦になぞらえた像とされている。

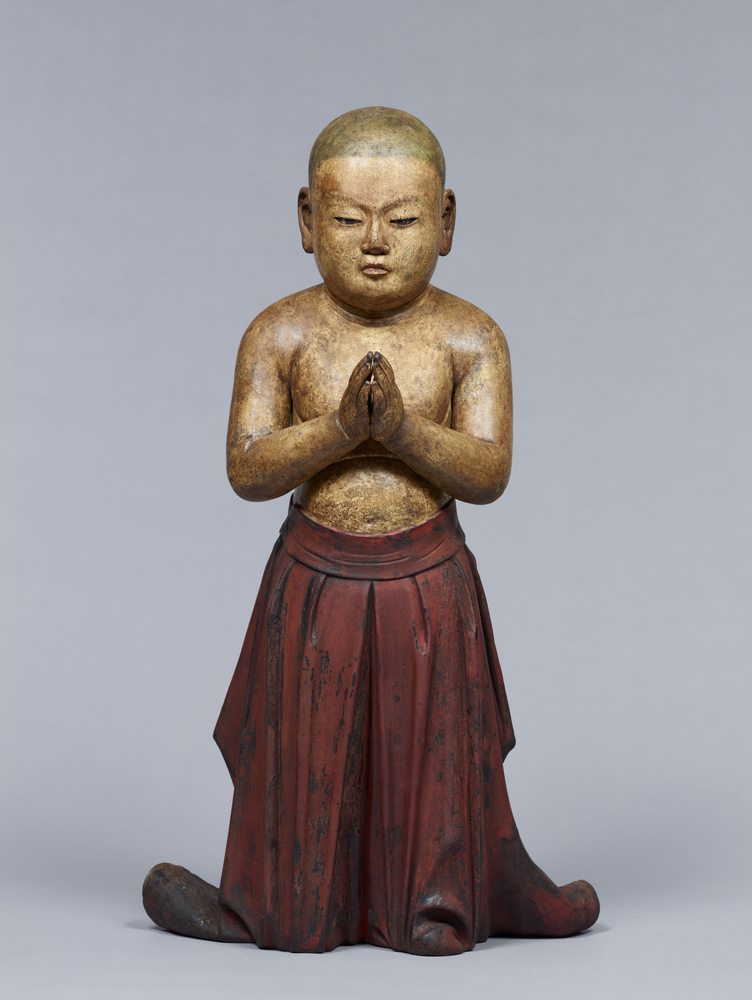
南無仏太子像 奈良国立博物館蔵
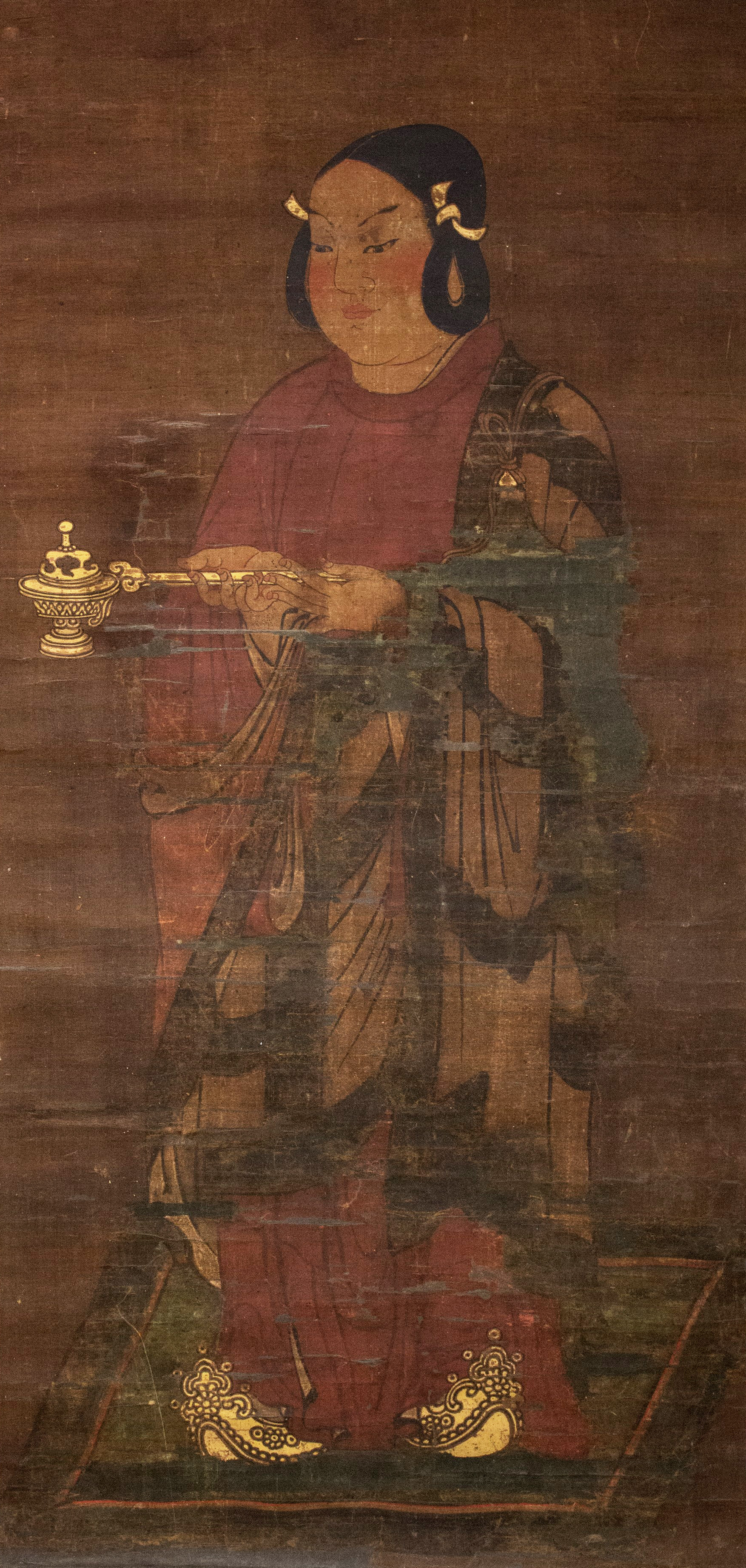
孝養像 メトロポリタン美術館蔵
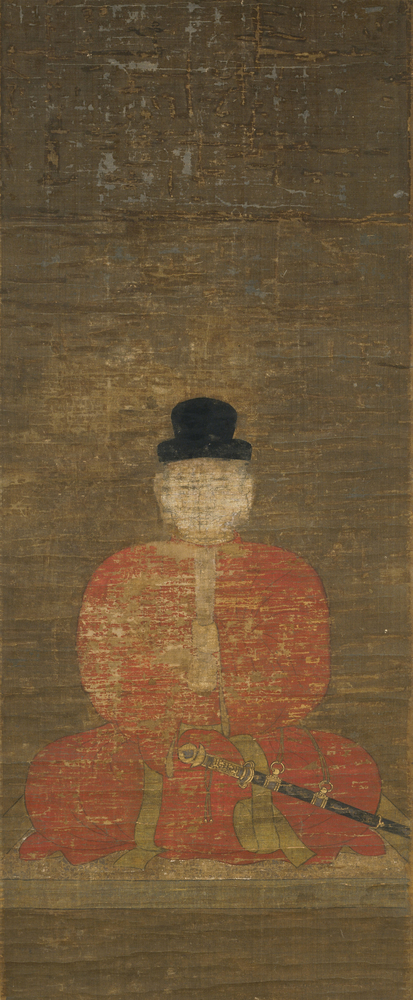
摂政像 奈良国立博物館蔵 朱の袍衣に佩刀を付ける
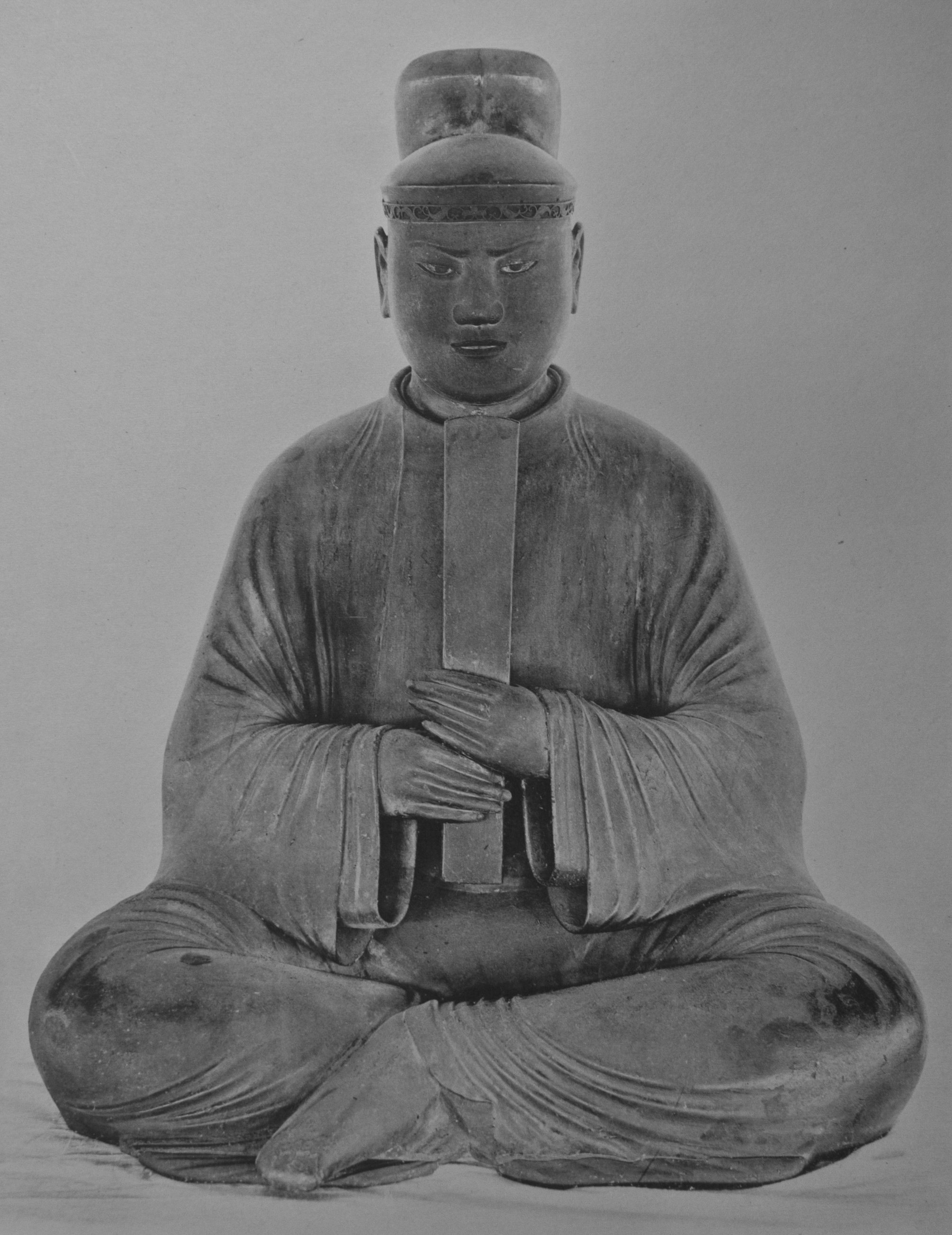
摂政像 法隆寺聖霊院本尊 写真では外されているが実物は後補の冕冠がつけられている
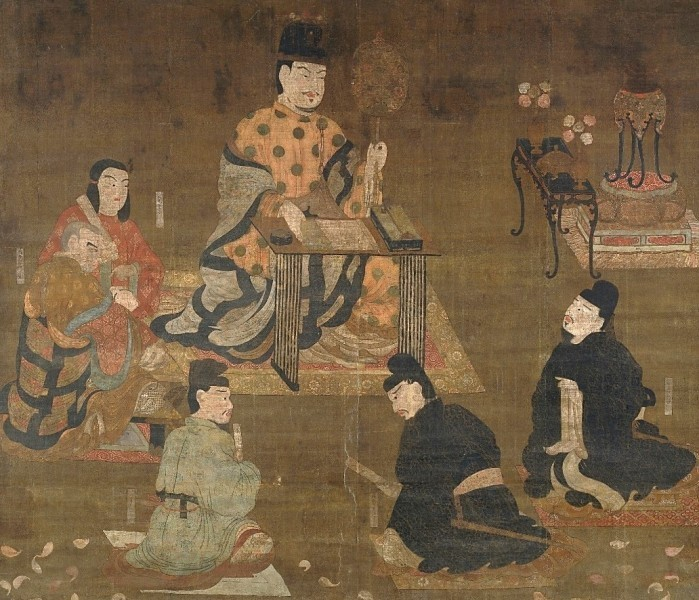
勝鬘経講讃像 斑鳩寺
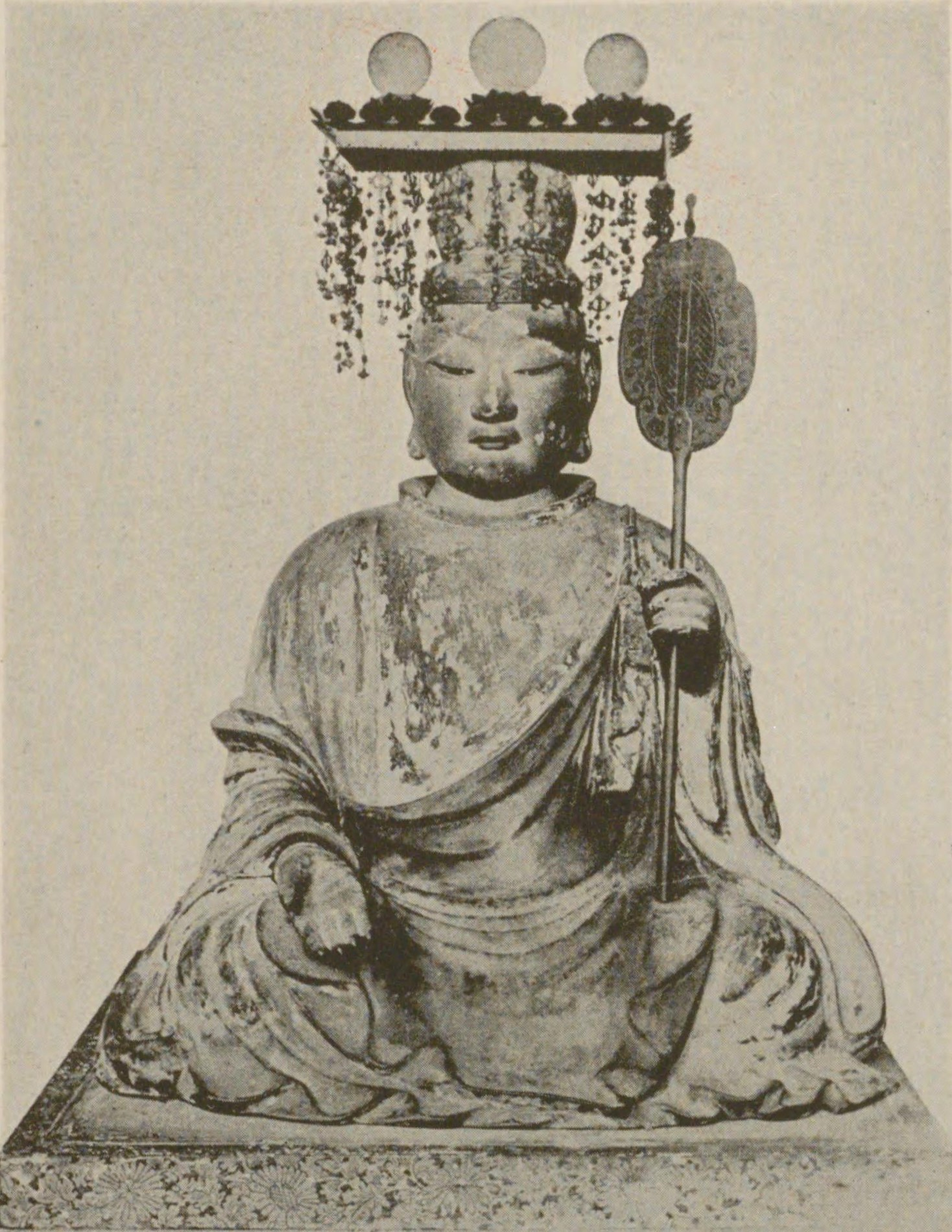
勝鬘経講讃像 橘寺
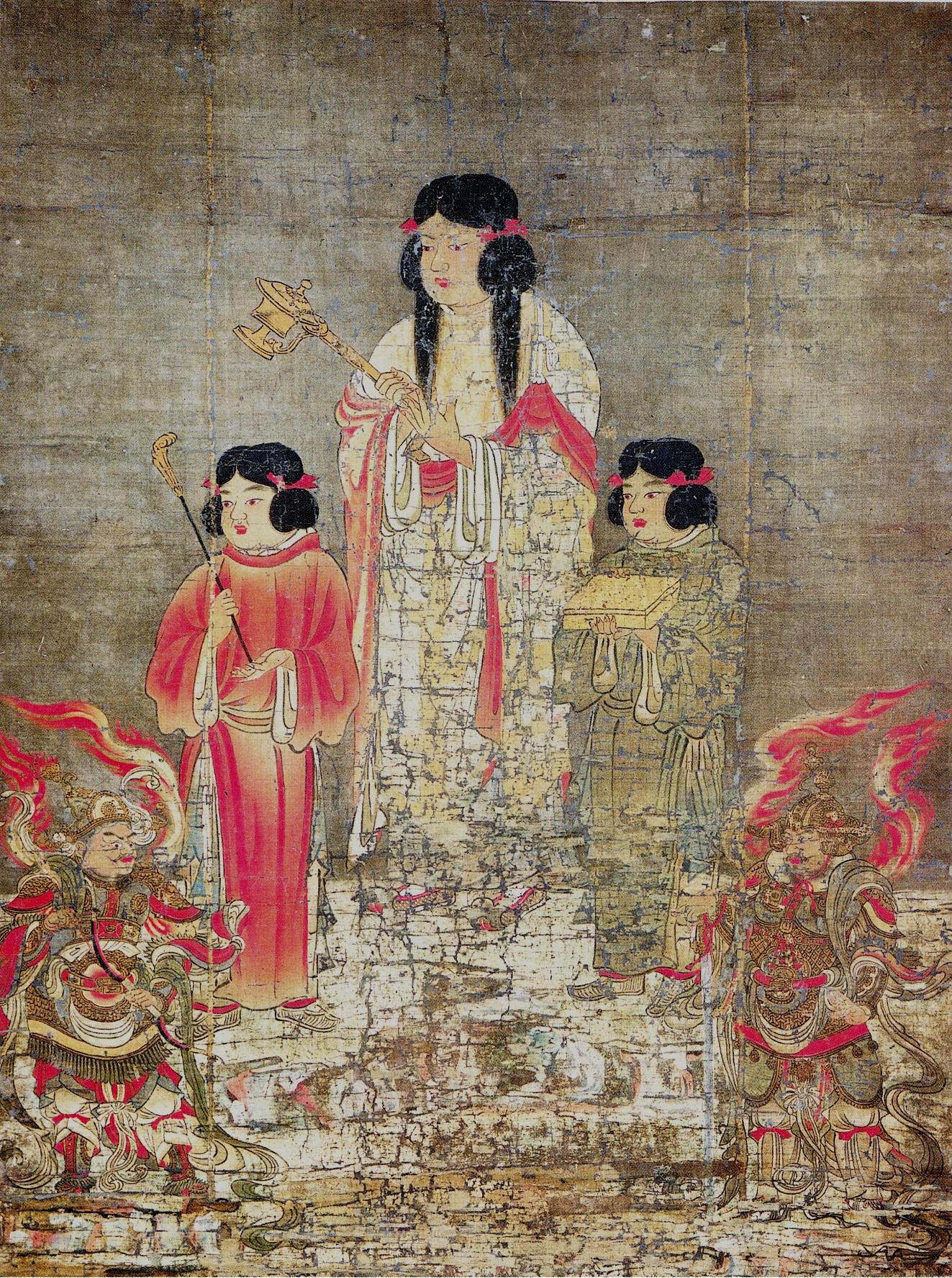
孝養像・二王子二天像 鶴林寺

## 日本文化と太子信仰
太子講節で職人との関わりを記述したように、太子信仰は庶民への広がりをみせると同時に様々な文化の発祥に関連する伝承を生み出し、祖神・守護神として祀られた。
華道は、室町時代に六角堂の僧侶が創設したとされ、最も古い流派とされる池坊の家元は代々六角堂の住職が務めている。近世に成立した伝承では、太子の命で出家した小野妹子が六角堂に入り、仏前に花を供えたことが華道の発祥としている。
和紙や墨の製作者の所在にも太子信仰が見られる。『書紀』推古天皇18年条は高句麗僧曇微が製紙技術や墨の製法を伝えたと記すが、この記述が太子の事績とされるようになり「和紙作りの祖」などと祀られるようになった。
香との関わりでは、『書紀』推古天皇3年条に香木が漂着した旨の記述がある。これには「発見した島民が朝廷に献上した」とだけ記されているが、『伝暦』ではさらに「太子が献上された香木を沈香と見抜き、香木から観音像を刻した」と付け加えられている。また太子像には柄香炉をもつ像が多く、太子信仰と共に香を薫く仏教儀礼が全国に広まったと考えられている。
芸能の発祥も太子の事績とされ、芸能の神として祀られる。『書紀』推古天皇20年条には、「百済から渡来した味摩之を桜井(土舞台)に住まわせて日本の少年に伎楽を学ばせた」と記されているが、やがてこれが太子の功績とされるようになった。室町時代成立の『花伝書』は猿楽の発祥を「太子が秦河勝に命じて66曲を作成させ「申楽」と名付けた」と記している。伎楽は奈良時代まで盛んに行われるが、雅楽などの新しい芸能により廃れた。一方で江戸時代には太子が登場する演目が数多く作られた。
武士の中には、太子を勝軍神として祀るものもいた。中世の太子伝の中には、太子を「兵法を伝授された達人で、丁未の乱で秘術を尽くして戦った」「蝦夷を異能の力で服属させた」などと記すものが現れる。戦国末期には、望月相模守定朝が古伝を継いだと称して太子流軍法剣術を創始し、そのなかの薙刀術は静流として会津藩に継承された。
また、太子信仰の根幹となり広く普及した『伝暦』は、日本文学にも影響を与えたと考えられる。杉浦一雄は『伝暦』を最古の一代記とした上で、『源氏物語』の構成や物語論は『伝暦』を踏襲したものであり、光源氏のモデルの1人は太子であるとしている。なお『伝暦』の著者と推測されている人物には、紫式部の曾祖父藤原兼輔がいる。また、湯浅佳子は曲亭馬琴の蔵書に『伝暦』がある事を指摘し、『南総里見八犬伝』の物語構成に太子伝の影響があるとしている。